# Melodifestivalen 2020
Le Melodifestivalen 2020 est le concours de chansons permettant de sélectionner le représentant de la Suède au Concours Eurovision de la chanson 2020. Il consiste en quatre demi-finales (Deltävling), rassemblant sept artistes chacune, une deuxième chance (Andra Chansen) et une finale. Le concours débute le 1er février 2020 à raison d'une émission chaque samedi à 20h, la finale ayant lieu le 7 mars 2020. Il est remporté par The Mamas et leur chanson Move, sélectionnées ainsi comme représentantes de la Suède au Concours Eurovision de la chanson 2020, à Rotterdam.

## Format

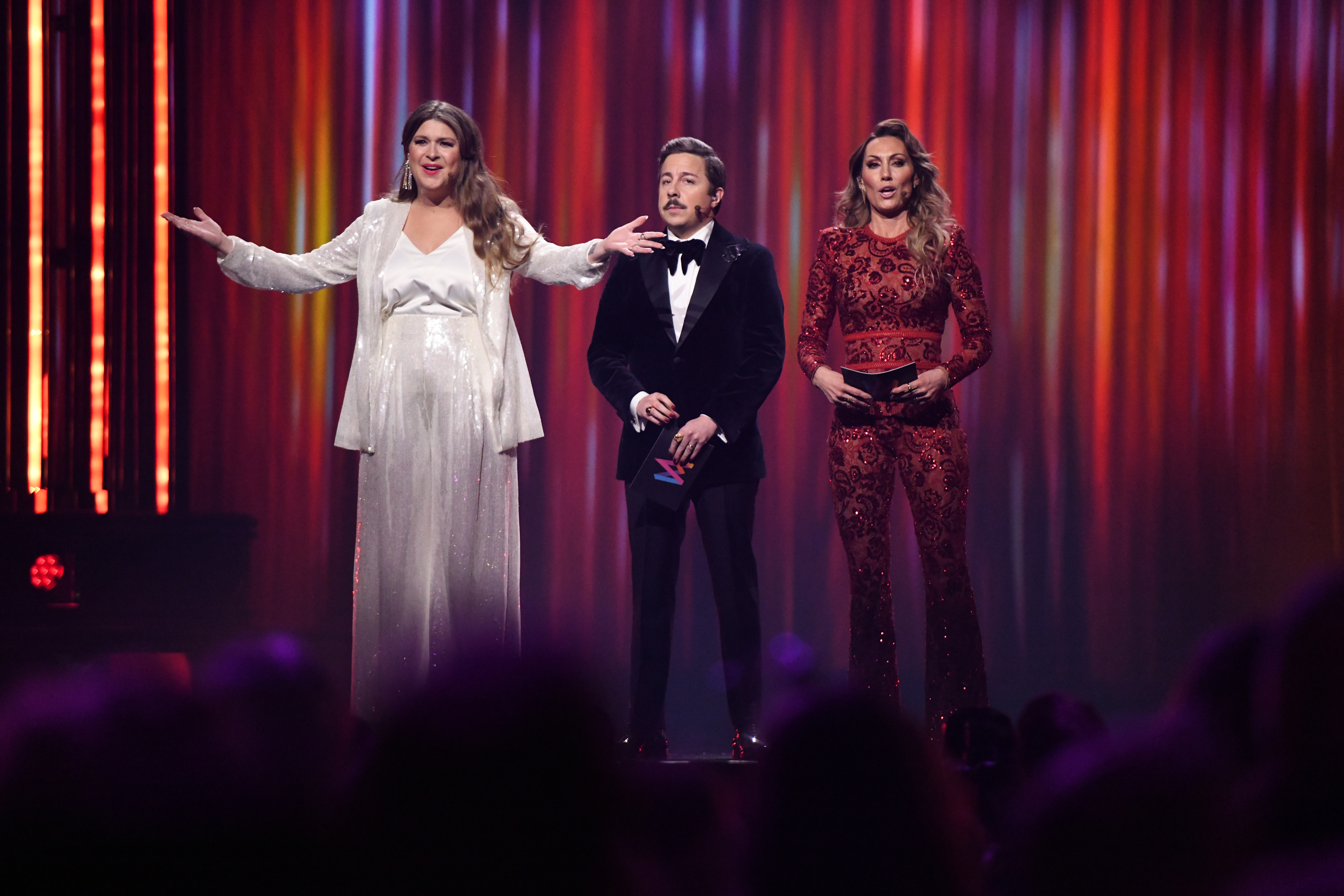
Linnea Henriksson, David Sundin et Lina Hedlund, les présentateurs de la 60e édition.

Comme tous les ans, c'est par le biais du Melodifestivalen que sont choisis l'interprète et la chanson qui représenteront la Suède au Concours Eurovision de la chanson. Les 28 chansons et leurs artistes seront répartis dans quatre demi-finales qui se déroulent en février 2020. L'épreuve de rattrapage aura lieu le 29 février et la finale le 7 mars.
Sept chansons concourront dans chaque demi-finale. Seules deux d'entre elles se qualifieront directement pour la finale tandis que les troisièmes et quatrièmes de chaque demi-finale devront participer à l'épreuve de l'Andra Chansen (la seconde chance) qui leur donnera une seconde chance de se qualifier en finale.

### Lieux et dates
Le 27 août 2019, Sveriges Television a officialisé les six lieux accueillant la compétition avec les dates respectives.
|                 | Ville      | Lieu                  | Date        |
| --------------- | ---------- | --------------------- | ----------- |
| 1re demi-finale | Linköping  | Saab Arena            | 1er février |
| 2e demi-finale  | Göteborg   | Scandinavium          | 8 février   |
| 3e demi-finale  | Luleå      | Coop Norrbotten Arena | 15 février  |
| 4e demi-finale  | Malmö      | Malmö Arena           | 22 février  |
| Seconde chance  | Eskilstuna | Stiga Sports Arena    | 29 février  |
| Finale          | Stockholm  | Friends Arena         | 7 mars      |

### Présentateurs
Le 3 septembre 2019, SVT annonce que les trois présentateurs du Melodifestivalen 2020 sont :
- Lina Hedlund, chanteuse et membre du groupe Alcazar ;
- David Sundin, comédien et présentateur de télévision ;
- Linnea Henriksson, chanteuse.

### Vote
Le système de vote utilisé pour le Melodifestivalen 2020 est identique à celui utilisé l'édition précédente. Les spectateurs sont divisés en huit groupes, ayant tous le même poids lors des soirées. Les votants via l'application officielle du concours sont répartis en sept tranches d'âge, ceux votant par téléphone formant le huitième. Chaque groupe donne 12, 10, 8, 6, 4, 2, et 1 point lors des demi-finales ; 12, 10, puis de 8 à 1 point pour la finale. Lors de l'Andra Chansen, chaque groupe donne un point à sa chanson favorite. 
Pour assurer un vote 50/50 entre le public et le jury international lors de la finale, le nombre de jurés est de huit.

## Participants
Les vingt-huit participants sont annoncés le 26 novembre 2019. La chanson Miraklernas tid devait initialement être interprétée par Thorsten Flinck. Cependant, il a été disqualifié le 2 février 2020 en raison de procédures judiciaires lancées à son encontre.
| Artiste                          | Chanson                       | Auteurs                                                                                    |
| -------------------------------- | ----------------------------- | ------------------------------------------------------------------------------------------ |
| Albin Johnsén                    | Livet börjar nu               | Robin Stjernberg, Albin Johnsén, Gino Yonan                                                |
| Amanda Aasa                      | Late                          | Amanda Aasa, Siri Jansson, Erik Grahn, Alex Shield                                         |
| Anis don Demina                  | Vem är som oss                | Anderz Wrethov, Johanna Elkesdotter Wrethov, Anis Don Demina, Robin Svensk                 |
| Anna Bergendahl                  | Kingdom Come                  | Bobby Ljunggren, Thomas G:son, Erik Bernholm, Anna Bergendahl                              |
| Dotter                           | Bulletproof                   | Dino Medanhodzic, Johanna Jansson, Erik Dahlqvist                                          |
| Drängarna                        | Piga och dräng                | Anders Wigelius, Robert Norberg, Jimmy Jansson                                             |
| Ellen Benediktson & Simon Peyron | Surface                       | Paul Rey, Laurell Barker, Anderz Wrethov, Sebastian von Koenigsegg, Ellen Benediktson      |
| Faith Kakembo                    | Crying Rivers                 | Jörgen Elofsson, Liz Rodrigues                                                             |
| Felix Sandman                    | Boys with Emotions            | Tony Ferrari, Parker James, Peter Thomas, Philip Bentley, Nicki Adamsson, Felix Sandman    |
| Frida Öhrn                       | We Are One                    | Frida Öhrn, Hampus Eurenius, Nicklas Eklund                                                |
| Hanna Ferm                       | Brave                         | David Kjellstrand, Jimmy Jansson, Laurell Barker                                           |
| Jakob Karlberg                   | Om du tror att jag saknar dig | Nanne Grönvall, Isak Hallén, Henrik Moreborg, Jakob Karlberg                               |
| Jan Johansen                     | Miraklernas tid               | Thomas G:son                                                                               |
| Klara Hammarström                | Nobody                        | Erik Smaaland, Palle Hammarlund, Klara Hammarström                                         |
| Linda Bengtzing                  | Alla mina sorger              | Yvonne Dahlbom, Jesper Welander, Adam Jönsson, Linda Bengtzing                             |
| Malou Prytz                      | Ballerina                     | Thomas G:son, Peter Boström, Jimmy Jansson                                                 |
| Mariette                         | Shout It Out                  | Thomas G:son, Cassandra Ströberg, Alex Shield, Mariette Hansson                            |
| Méndez feat. Alvaro Estrella     | Vamos amigos                  | Palle Hammarlund, Jimmy Jansson, Jakke Erixson, Leo Mendéz                                 |
| Mohombi                          | Winners                       | Jimmy Jansson, Mohombi Moupondo, Palle Hammarlund                                          |
| Nanne Grönvall                   | Carpool Karaoke               | Nanne Grönvall, Peter Grönvall                                                             |
| OVÖ                              | Inga problem                  | Nicholas Frandsen, Lukas Nathanson, Jean-Willy Akofely, Nickie Osenius Kouakou             |
| Paul Rey                         | Talking in My Sleep           | Paul Rey, Lukas Hällgren, Alexander Standal Pavelich                                       |
| Robin Bengtsson                  | Take a Chance                 | Jimmy Jansson, Karl-Frederik Reichhardt, Marcus Winther-John                               |
| Sonja Aldén                      | Sluta aldrig gå               | Bobby Ljunggren, David Lindgren Zacharias, Sonja Aldén                                     |
| Suzi P                           | Moves                         | Joy Deb, Suzi Pancekov, Aniela Eklund, Malou Ruotsalainen, Chanel Tukia, Kenny Silverdique |
| The Mamas                        | Move                          | Melanie Wehbe, Patrik Jean, Herman Gardarfve                                               |
| Victor Crone                     | Troubled Waters               | Dino Medanhodzic, Benjamin Jennebo, Victor Crone                                           |
| William Stridh                   | Molnljus                      | Markus Lidén, Christian Holmström, David Kreuger, William Stridh                           |

## Demi-finales
L'ordre de passage a été révélé par SVT le 11 janvier 2019.
- Candidat qualifié en finale
- Candidat qualifié en Seconde Chance

### Première demi-finale

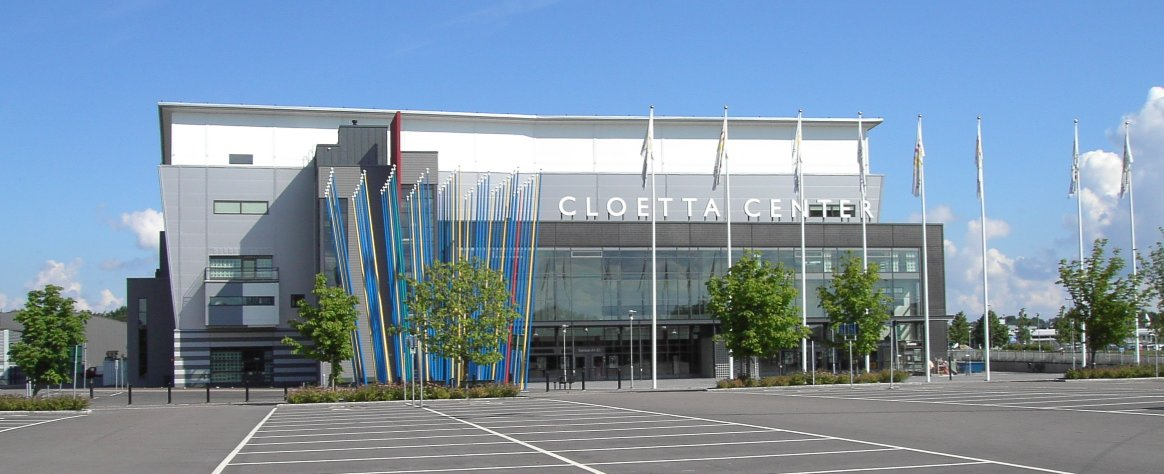
La Saab Arena a accueilli la première demi-finale du Melodifestivalen 2020.

La première demi-finale a lieu le 1er février 2020, à la Saab Arena de Linköping.
| Détail du télévote | Détail du télévote | Détail du télévote | Détail du télévote | Détail du télévote | Détail du télévote | Détail du télévote | Détail du télévote | Détail du télévote | Détail du télévote |
| #                  | Chanson            | Groupes d'âge      | Groupes d'âge      | Groupes d'âge      | Groupes d'âge      | Groupes d'âge      | Groupes d'âge      | Groupes d'âge      | Téléphone          |
| #                  | Chanson            | 3-9                | 10-15              | 16-29              | 30-44              | 45-59              | 60-74              | 75+                | Téléphone          |
| ------------------ | ------------------ | ------------------ | ------------------ | ------------------ | ------------------ | ------------------ | ------------------ | ------------------ | ------------------ |
| 1                  | Move               | 6                  | 12                 | 12                 | 12                 | 12                 | 10                 | 10                 | 12                 |
| 2                  | Moves              | 4                  | 2                  | 1                  | 1                  | 1                  | 2                  | 1                  | 1                  |
| 3                  | Take a Chance      | 12                 | 10                 | 8                  | 10                 | 10                 | 12                 | 12                 | 10                 |
| 4                  | Ballerina          | 10                 | 8                  | 6                  | 8                  | 8                  | 4                  | 8                  | 6                  |
| 5                  | Inga problem       | 2                  | 4                  | 4                  | 2                  | 2                  | 1                  | 2                  | 2                  |
| 6                  | Sluta aldrig gå    | 1                  | 1                  | 2                  | 4                  | 4                  | 8                  | 4                  | 8                  |
| 7                  | Boys with Emotions | 8                  | 6                  | 10                 | 6                  | 6                  | 6                  | 6                  | 4                  |

| # | Artiste         | Chanson            | Télévote  | Télévote | Place | Résultat       |
| # | Artiste         | Chanson            | Voix      | Points   | Place | Résultat       |
| - | --------------- | ------------------ | --------- | -------- | ----- | -------------- |
| 1 | The Mamas       | Move               | 1 370 798 | 86       | 1     | Finaliste      |
| 2 | Suzi P          | Moves              | 582 520   | 13       | 7     | Eliminée       |
| 3 | Robin Bengtsson | Take a Chance      | 1 267 149 | 84       | 2     | Finaliste      |
| 4 | Malou Prytz     | Ballerina          | 1 146 797 | 58       | 3     | Seconde chance |
| 5 | OVÖ             | Inga problem       | 633 485   | 19       | 6     | Eliminés       |
| 6 | Sonja Aldén     | Sluta aldrig gå    | 661 376   | 32       | 5     | Eliminée       |
| 7 | Felix Sandman   | Boys with Emotions | 1 080 040 | 52       | 4     | Seconde chance |

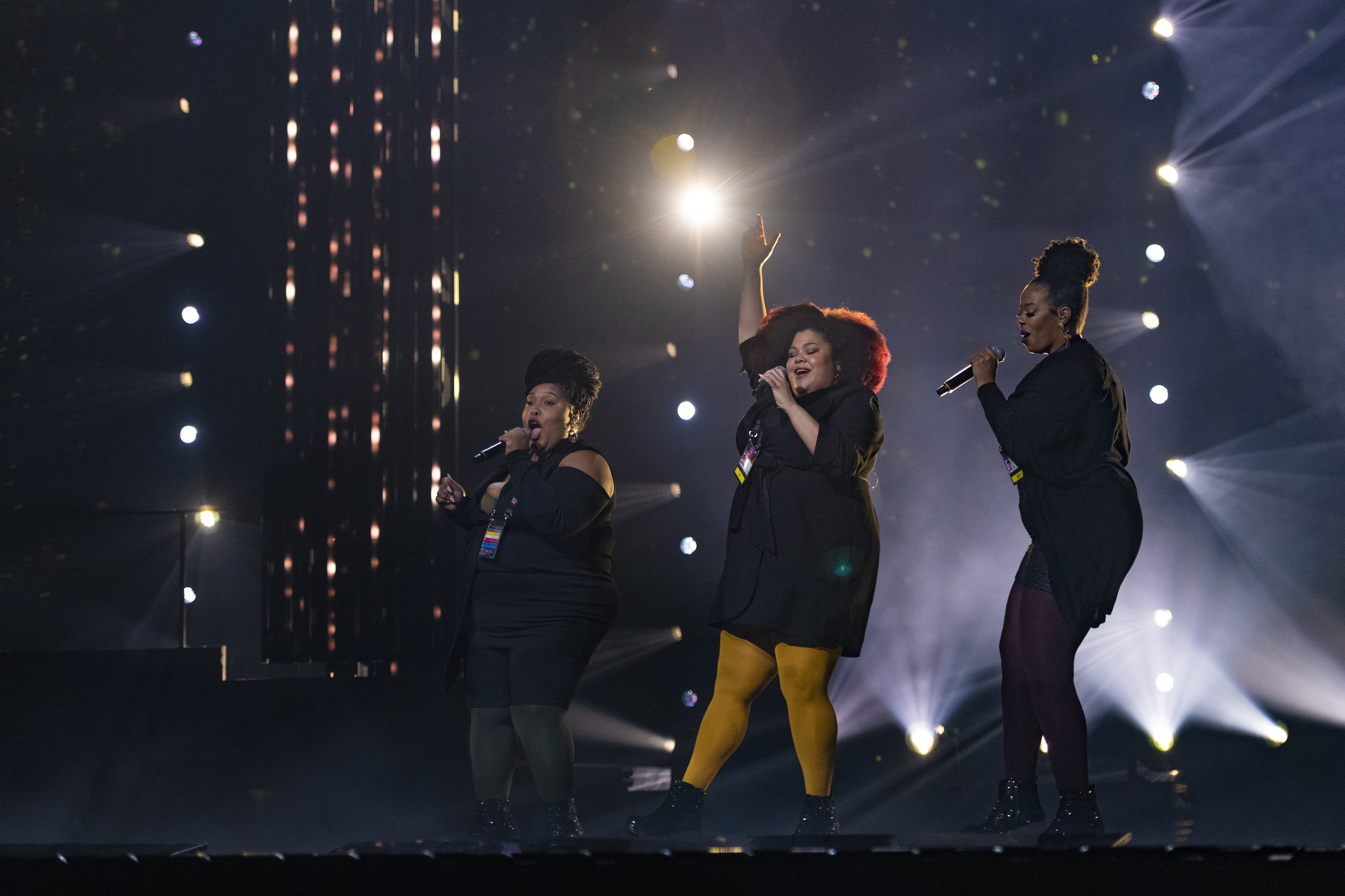
The Mamas interprétant Move
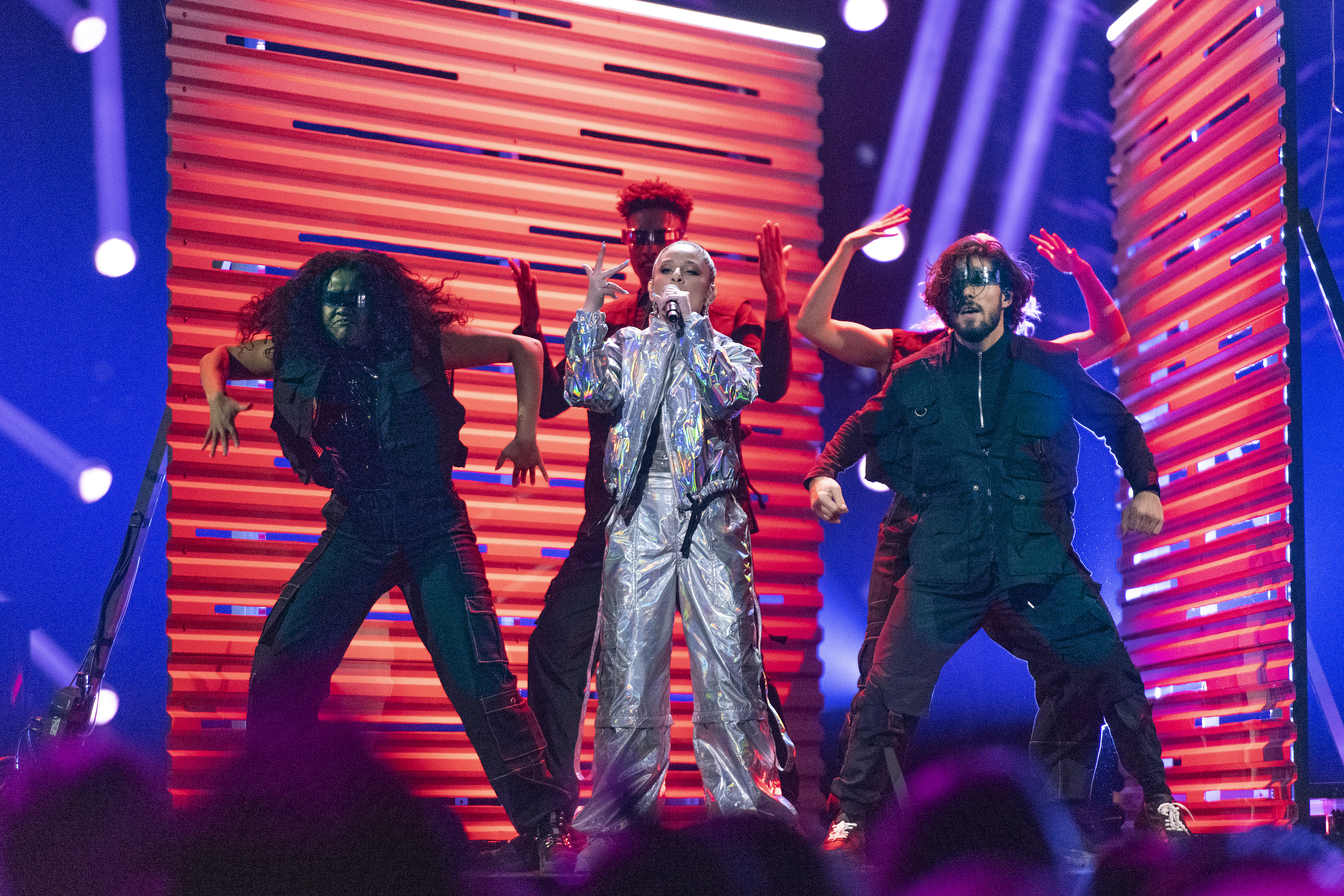
Suzi P interprétant Moves
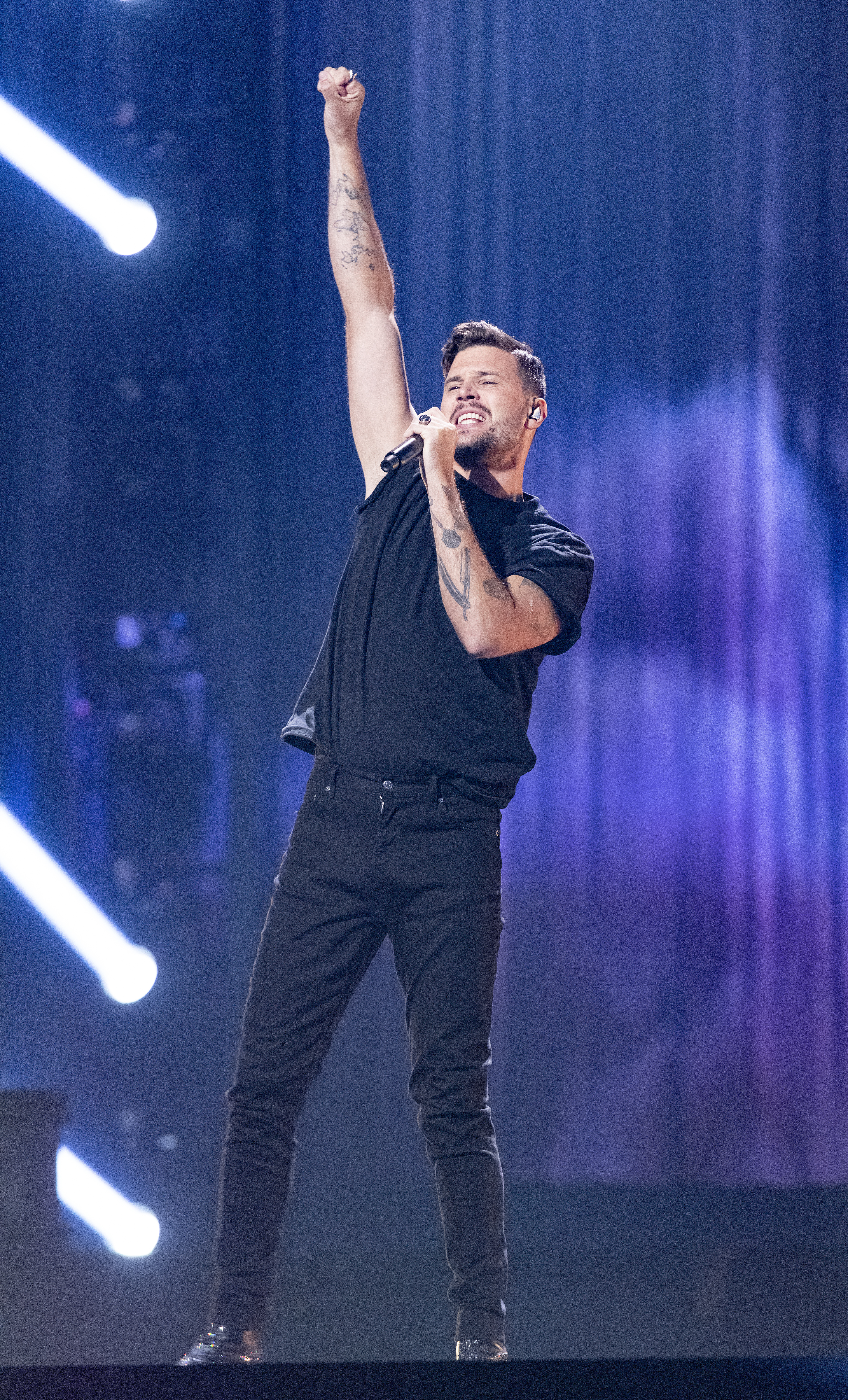
Robin Bengtsson interprétant Take a Chance
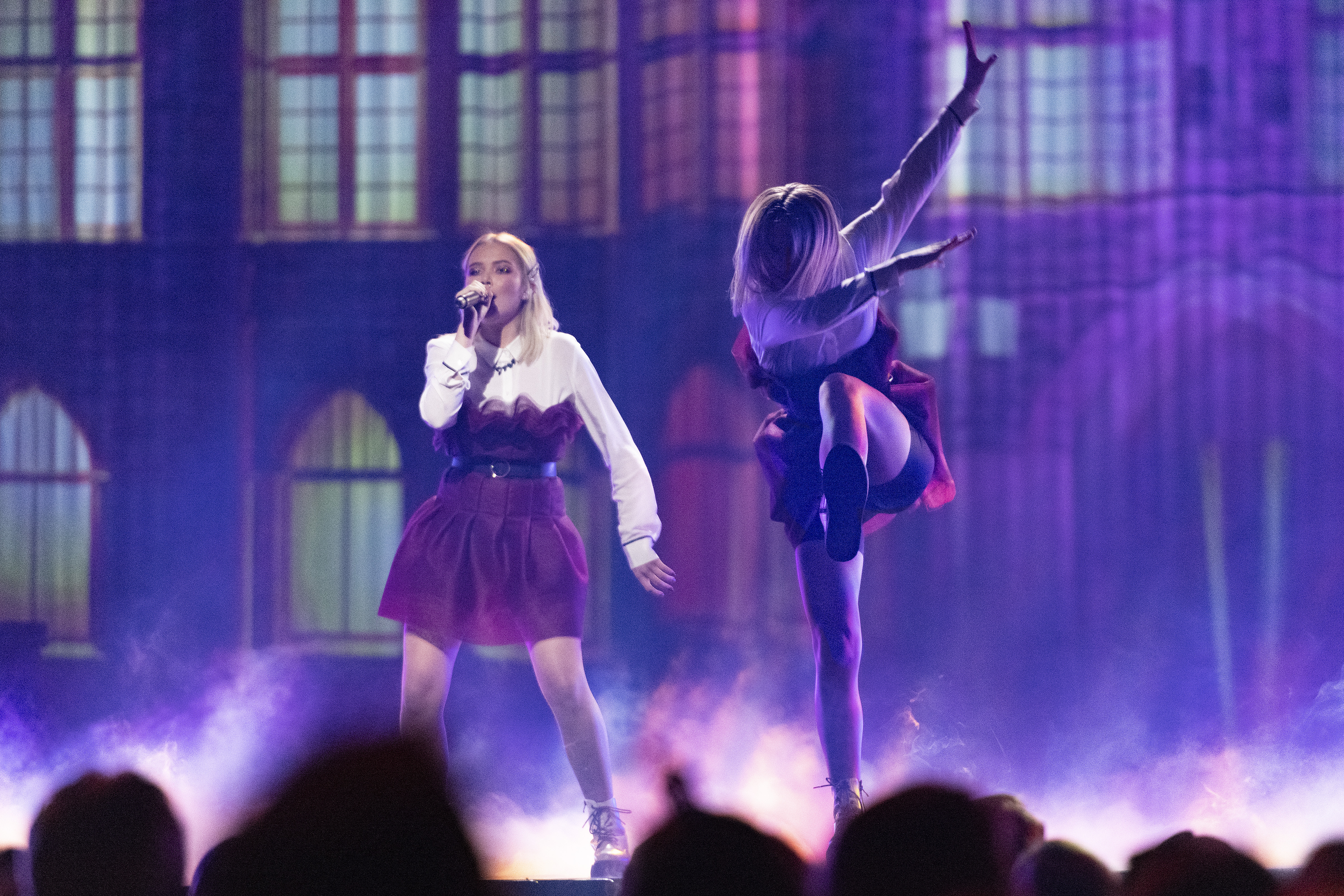
Malou Prytz interprétant Ballerina
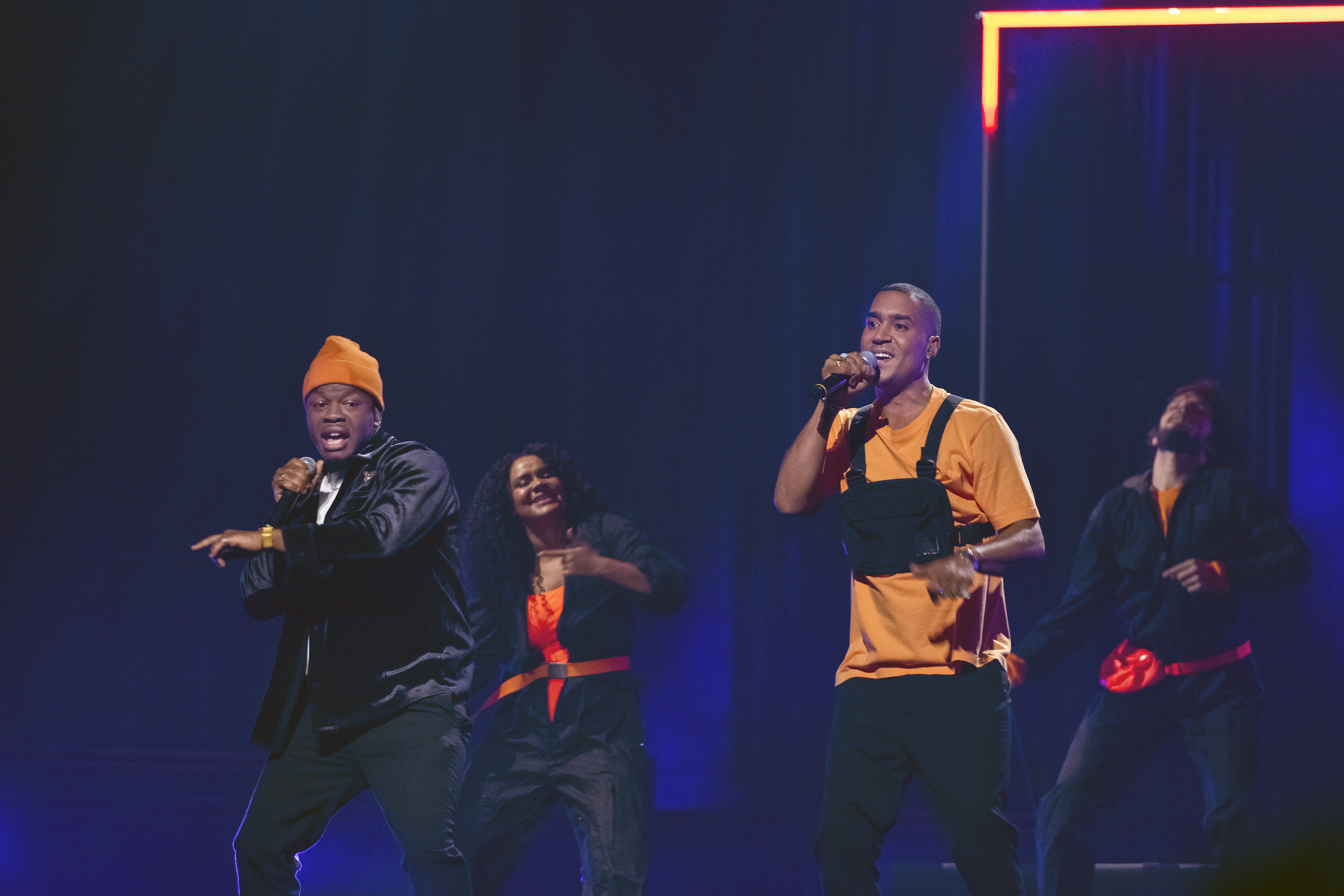
OVÖ interprétant Inga problem
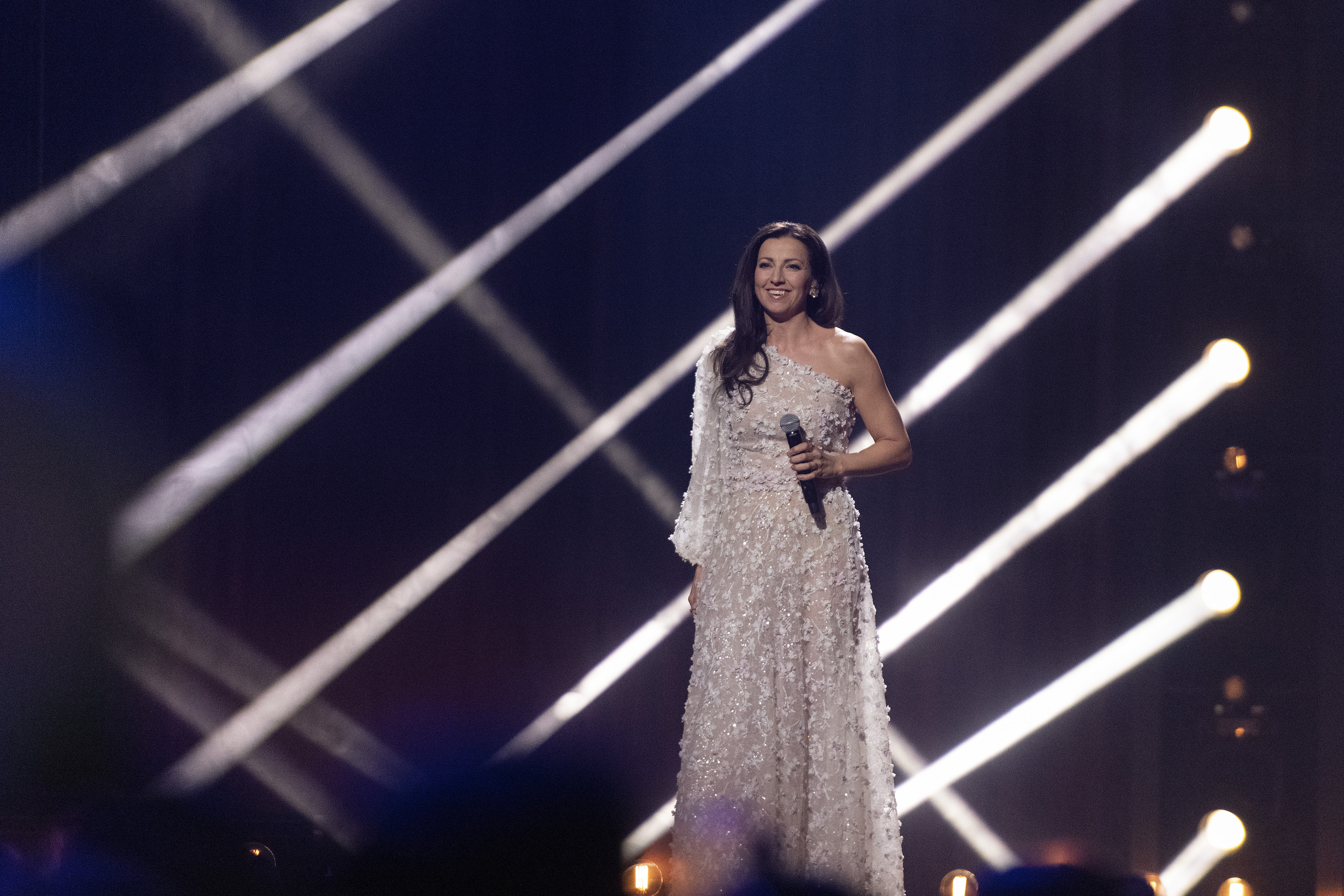
Sonja Aldén interprétant Sluta aldrig gå
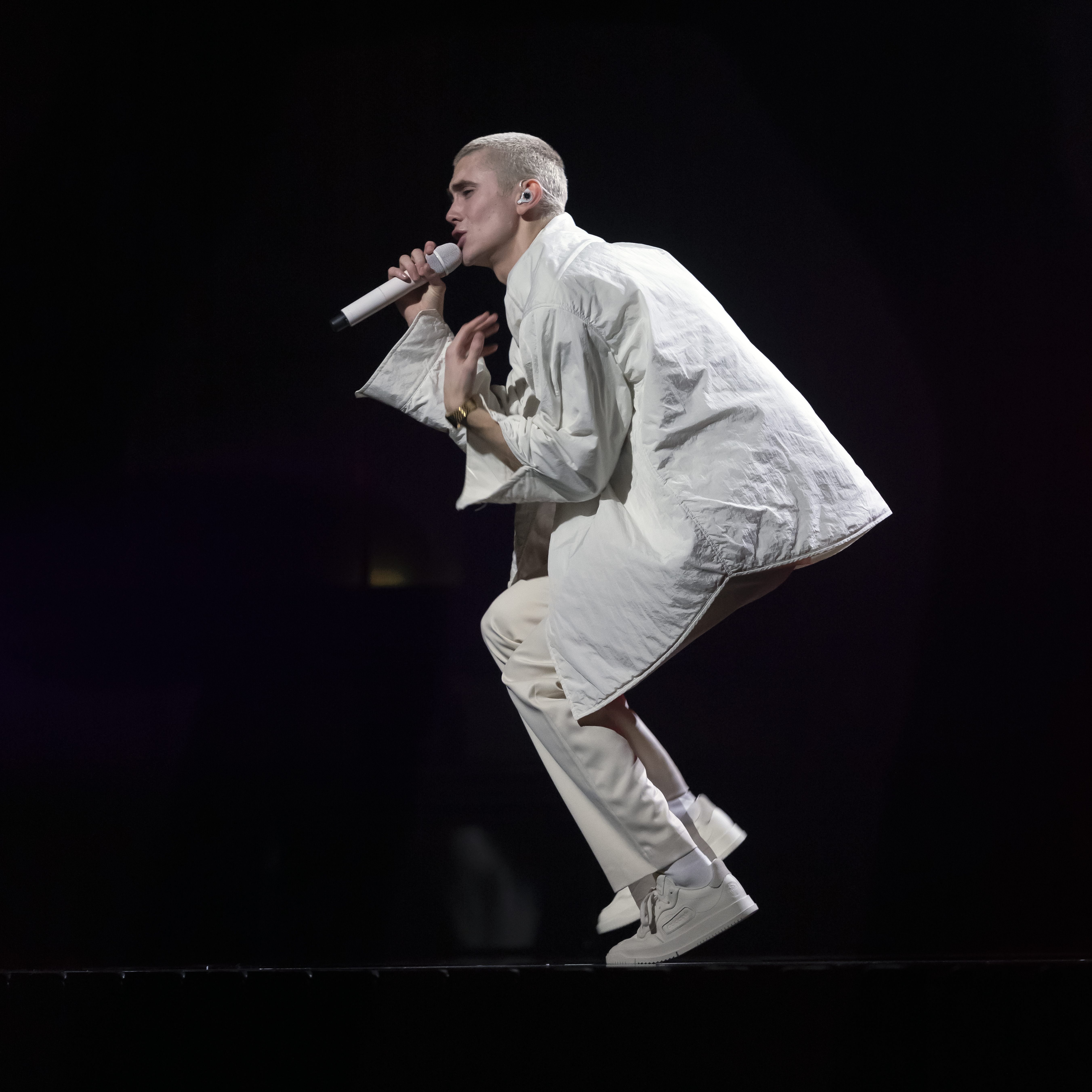
Felix Sandman interprétant Boys with Emotions

### Deuxième demi-finale

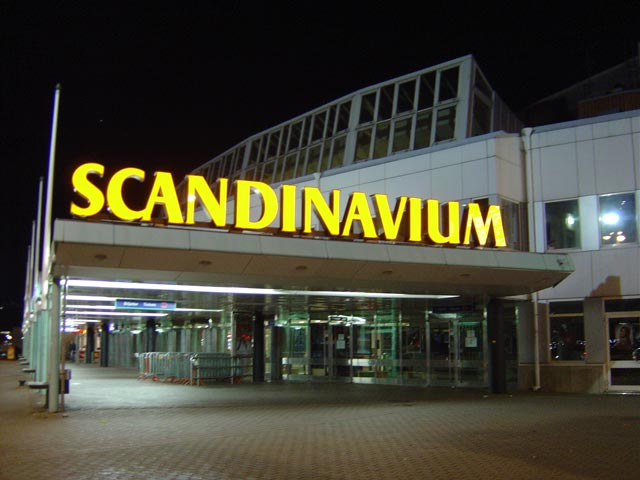
Le Scandinavium a accueilli la deuxième demi-finale du Melodifestivalen 2020.

La deuxième demi-finale a lieu le 8 février 2020, au Scandinavium, à Göteborg.
| Détail du télévote | Détail du télévote  | Détail du télévote | Détail du télévote | Détail du télévote | Détail du télévote | Détail du télévote | Détail du télévote | Détail du télévote | Détail du télévote |
| #                  | Chanson             | Groupes d'âge      | Groupes d'âge      | Groupes d'âge      | Groupes d'âge      | Groupes d'âge      | Groupes d'âge      | Groupes d'âge      | Téléphone          |
| #                  | Chanson             | 3-9                | 10-15              | 16-29              | 30-44              | 45-59              | 60-74              | 75+                | Téléphone          |
| ------------------ | ------------------- | ------------------ | ------------------ | ------------------ | ------------------ | ------------------ | ------------------ | ------------------ | ------------------ |
| 1                  | Nobody              | 10                 | 8                  | 4                  | 4                  | 4                  | 2                  | 4                  | 4                  |
| 2                  | Miraklernas tid     | 1                  | 1                  | 1                  | 1                  | 1                  | 1                  | 1                  | 1                  |
| 3                  | Bulletproof         | 8                  | 12                 | 10                 | 10                 | 10                 | 6                  | 8                  | 10                 |
| 4                  | Vamos amigos        | 12                 | 10                 | 8                  | 8                  | 8                  | 8                  | 6                  | 6                  |
| 5                  | Alla mina sorger    | 2                  | 2                  | 2                  | 2                  | 2                  | 4                  | 2                  | 2                  |
| 6                  | Talking in My Sleep | 4                  | 6                  | 12                 | 6                  | 6                  | 10                 | 10                 | 8                  |
| 7                  | Kingdom Come        | 6                  | 4                  | 6                  | 12                 | 12                 | 12                 | 12                 | 12                 |

| # | Artiste                      | Chanson             | Télévote  | Télévote | Place | Résultat       |
| # | Artiste                      | Chanson             | Voix      | Points   | Place | Résultat       |
| - | ---------------------------- | ------------------- | --------- | -------- | ----- | -------------- |
| 1 | Klara Hammarström            | Nobody              | 951 815   | 40       | 5     | Éliminée       |
| 2 | Jan Johansen                 | Miraklernas tid     | 501 335   | 8        | 7     | Eliminée       |
| 3 | Dotter                       | Bulletproof         | 1 160 616 | 74       | 2     | Finaliste      |
| 4 | Méndez feat. Alvaro Estrella | Vamos amigos        | 1 070 755 | 66       | 3     | Seconde Chance |
| 5 | Linda Bengtzing              | Alla mina sorger    | 717 043   | 18       | 6     | Éliminée       |
| 6 | Paul Rey                     | Talking in My Sleep | 1 029 652 | 62       | 4     | Seconde Chance |
| 7 | Anna Bergendahl              | Kingdom Come        | 1 140 812 | 76       | 1     | Finaliste      |

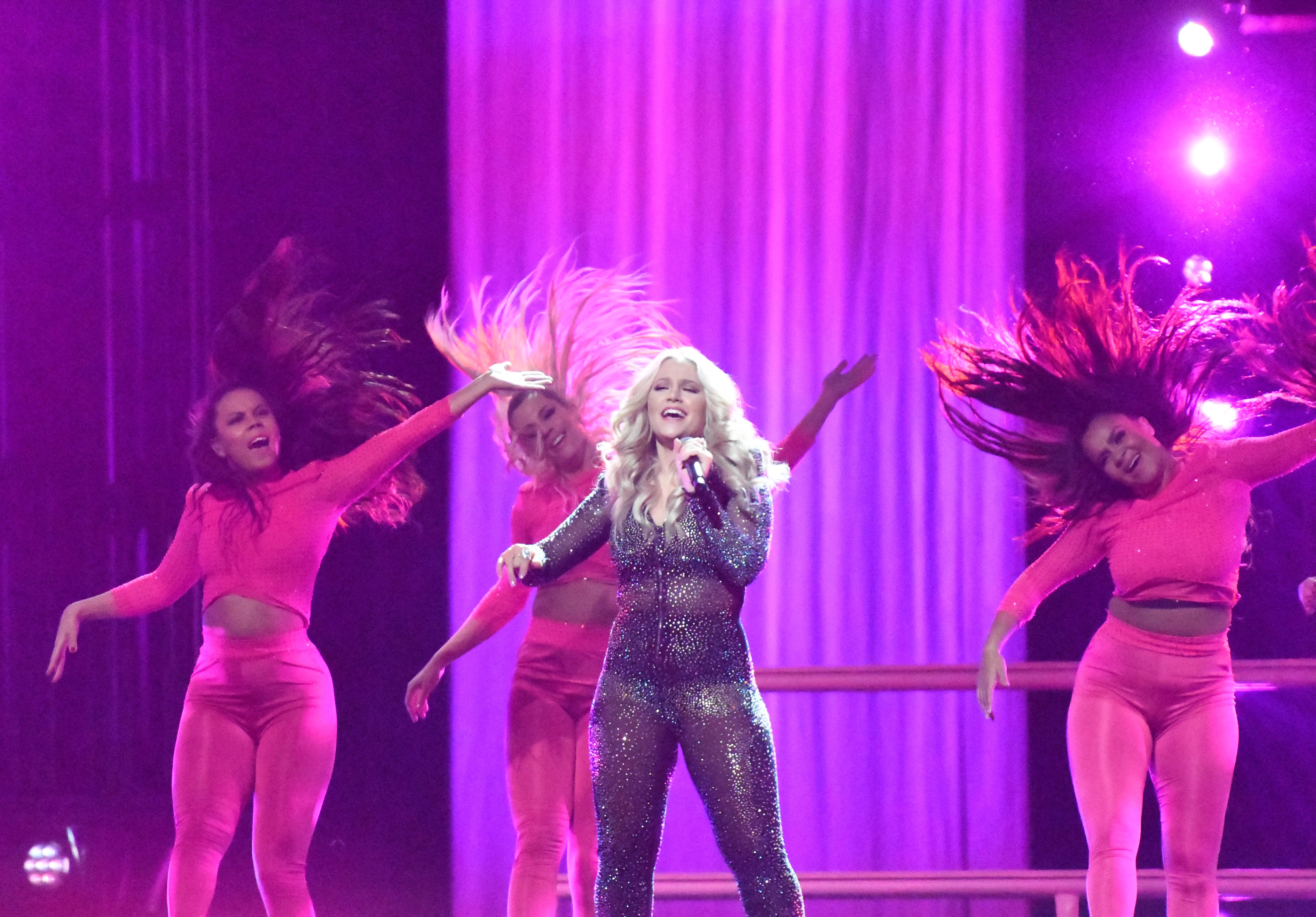
Klara Hammarström interprétant Nobody
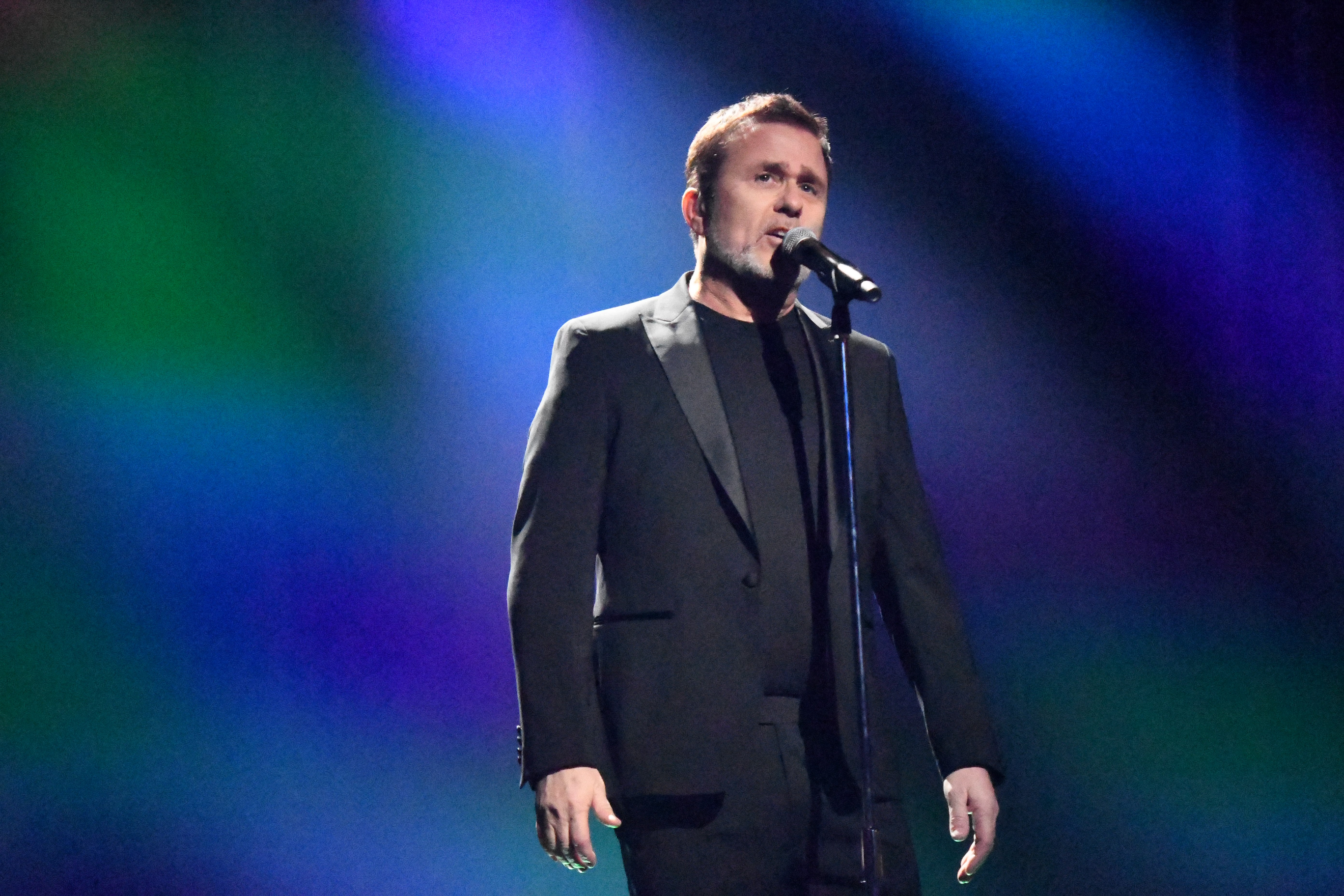
Jan Johansen interprétant Miraklernas tid
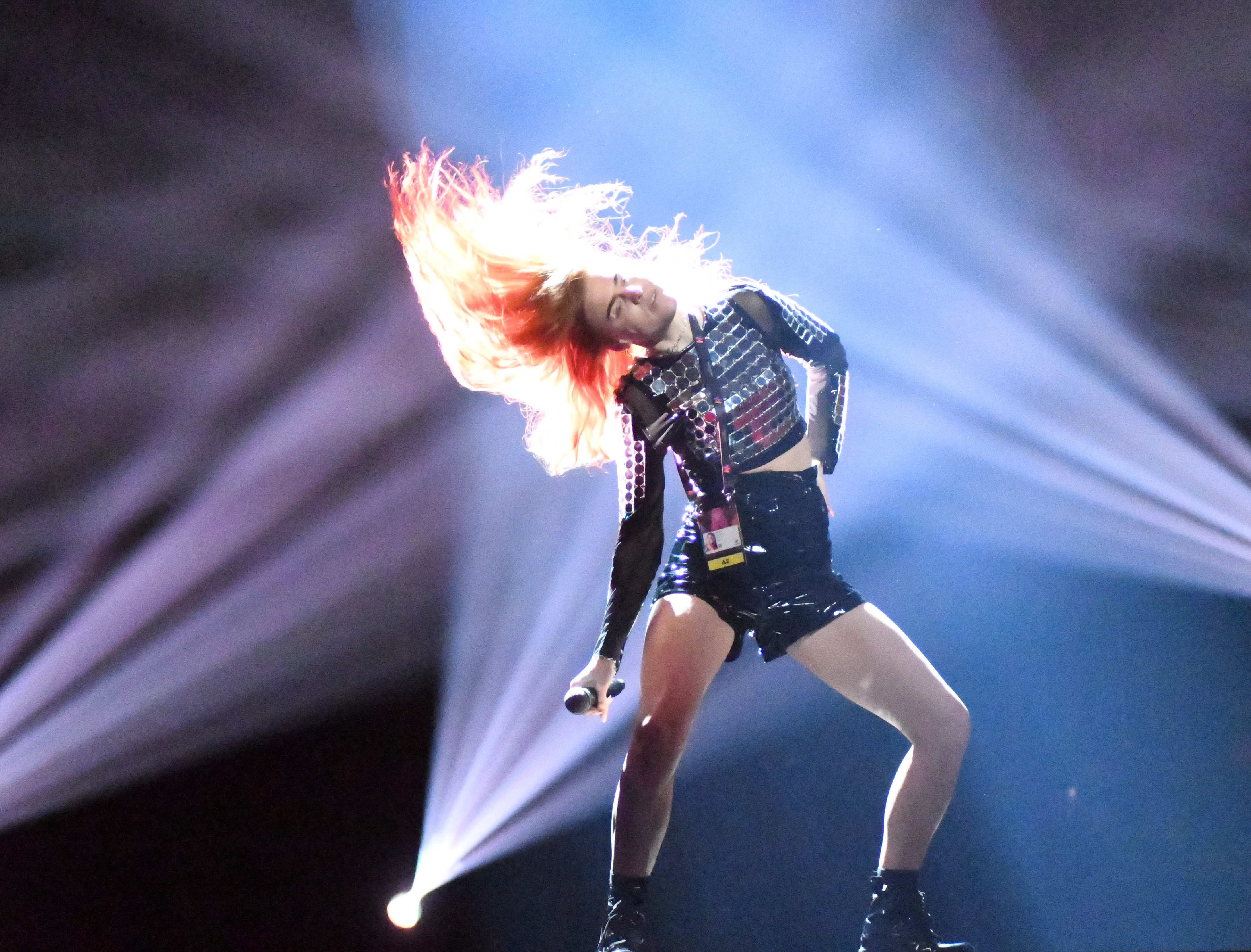
Dotter interprétant Bulletproof
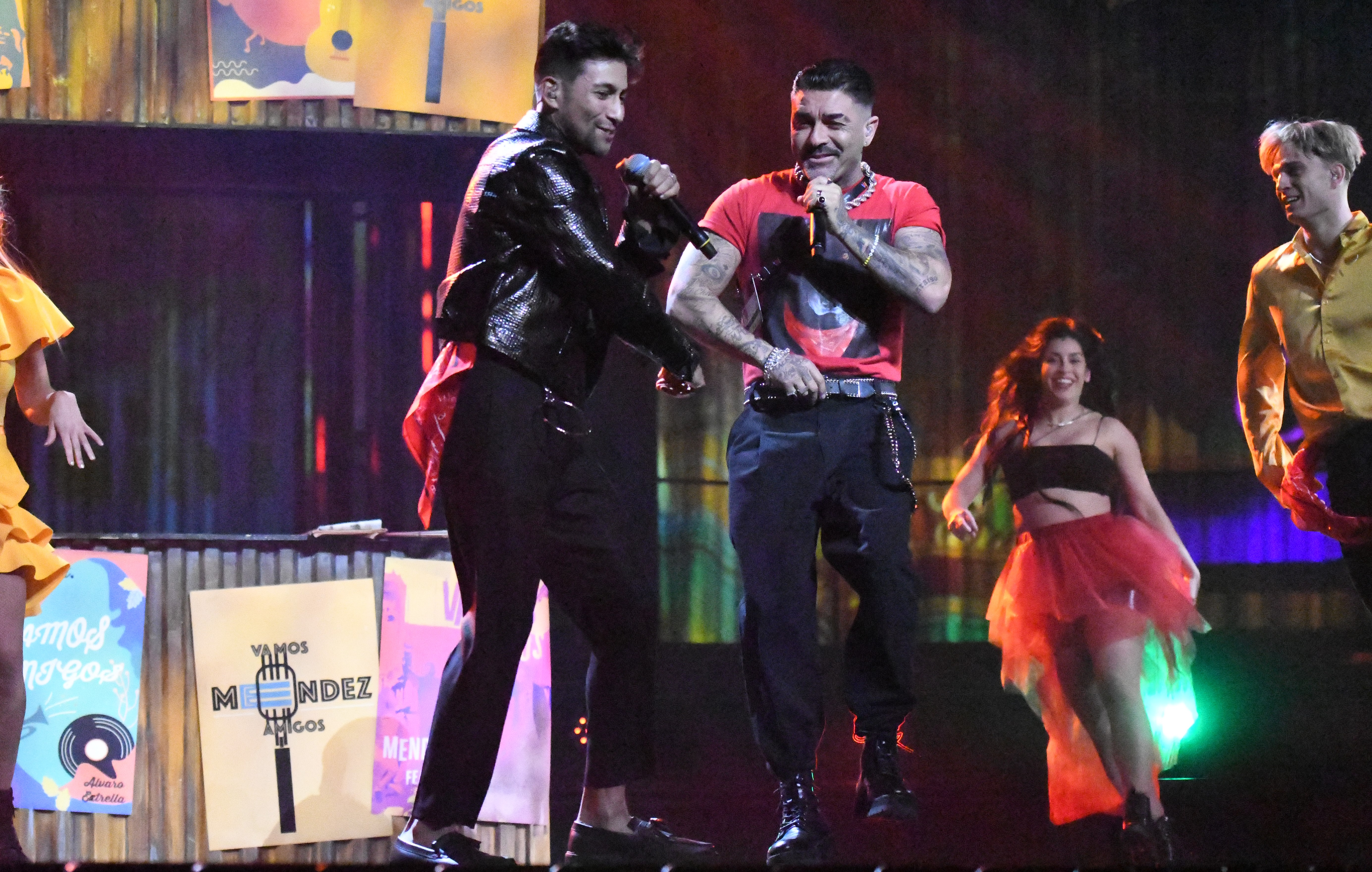
Méndez feat. Alvaro Estrella interprétant Vamos amigos
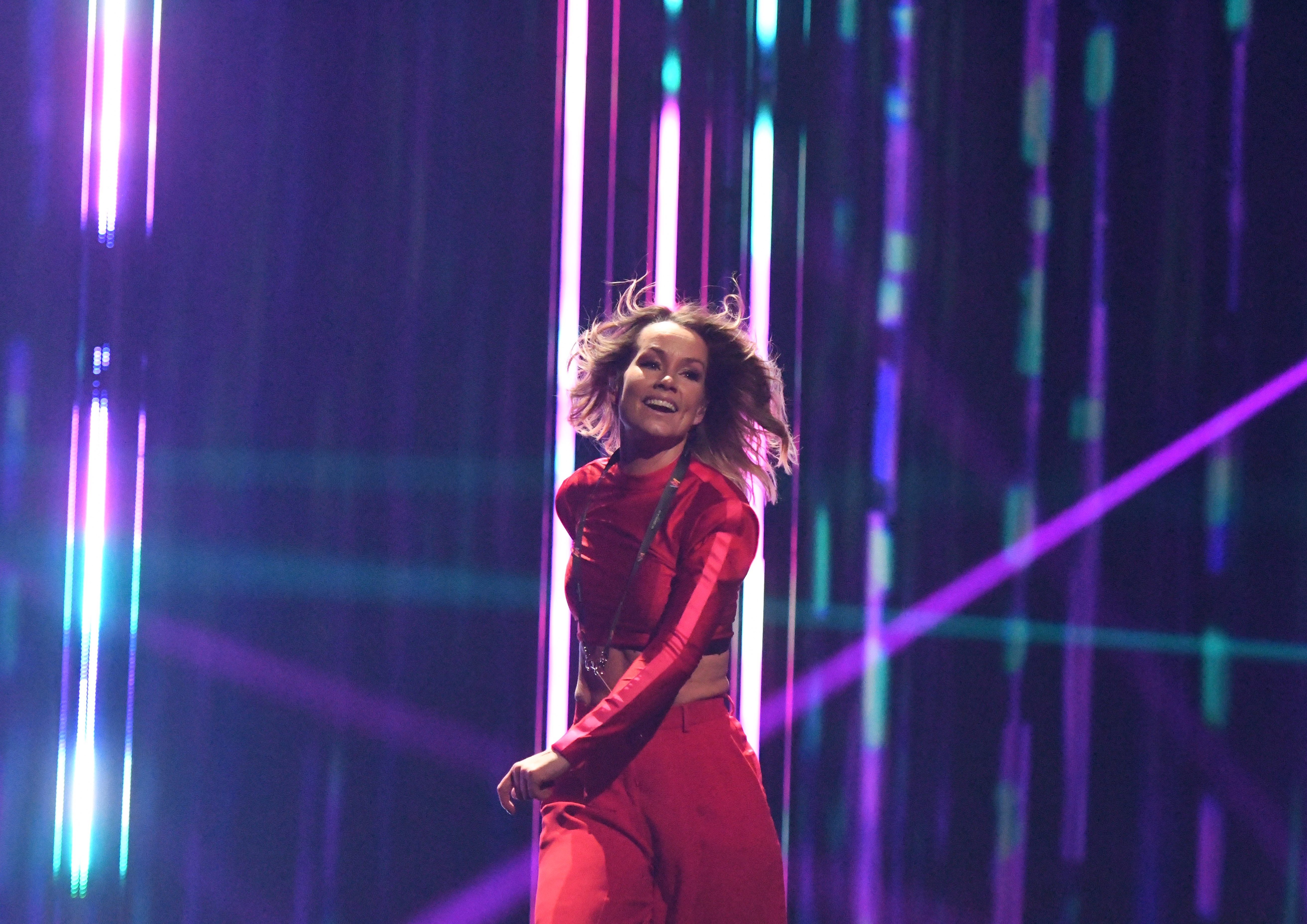
Linda Bengtzing interprétant Alla mina sorger
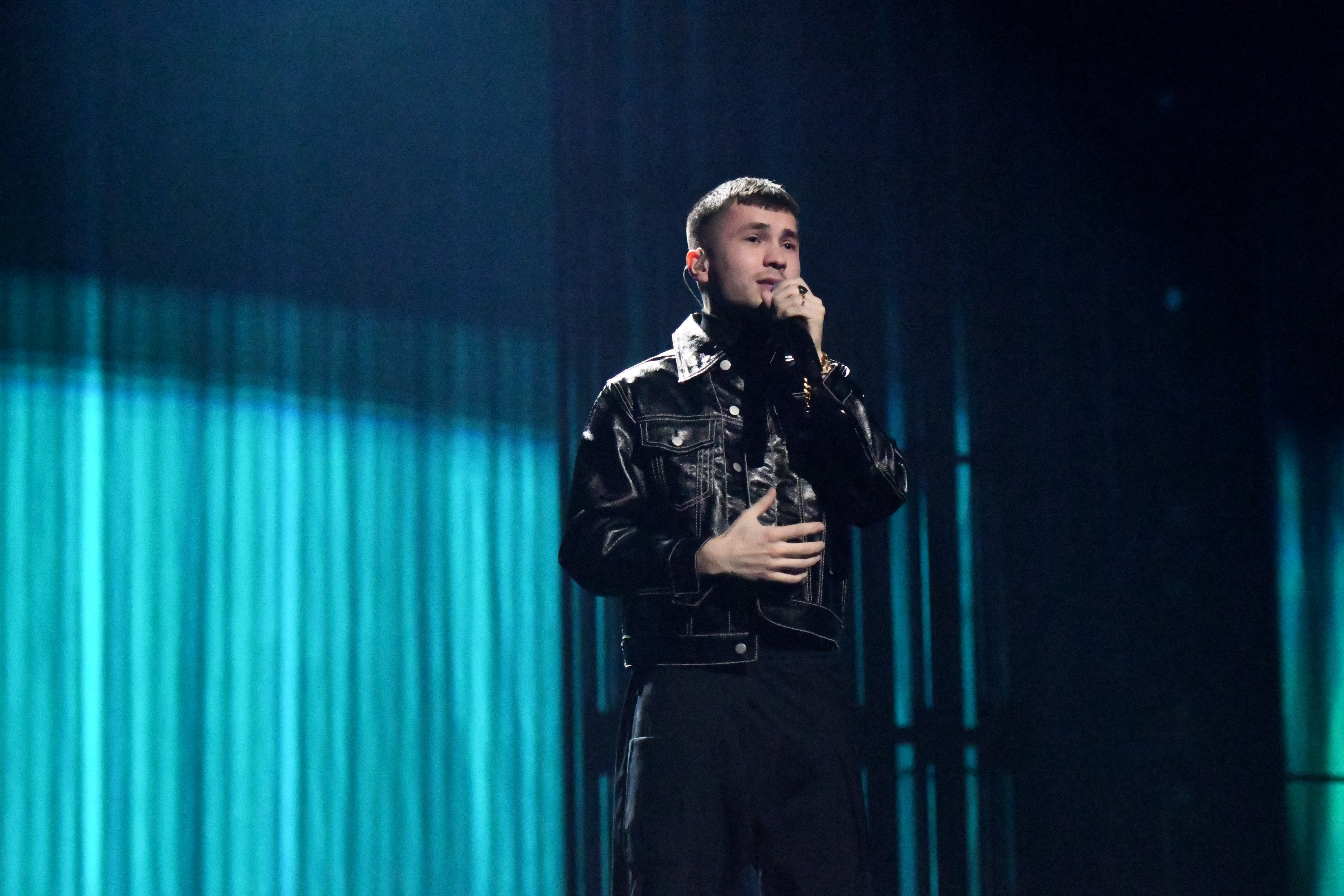
Paul Rey interprétant Talking in My Sleep
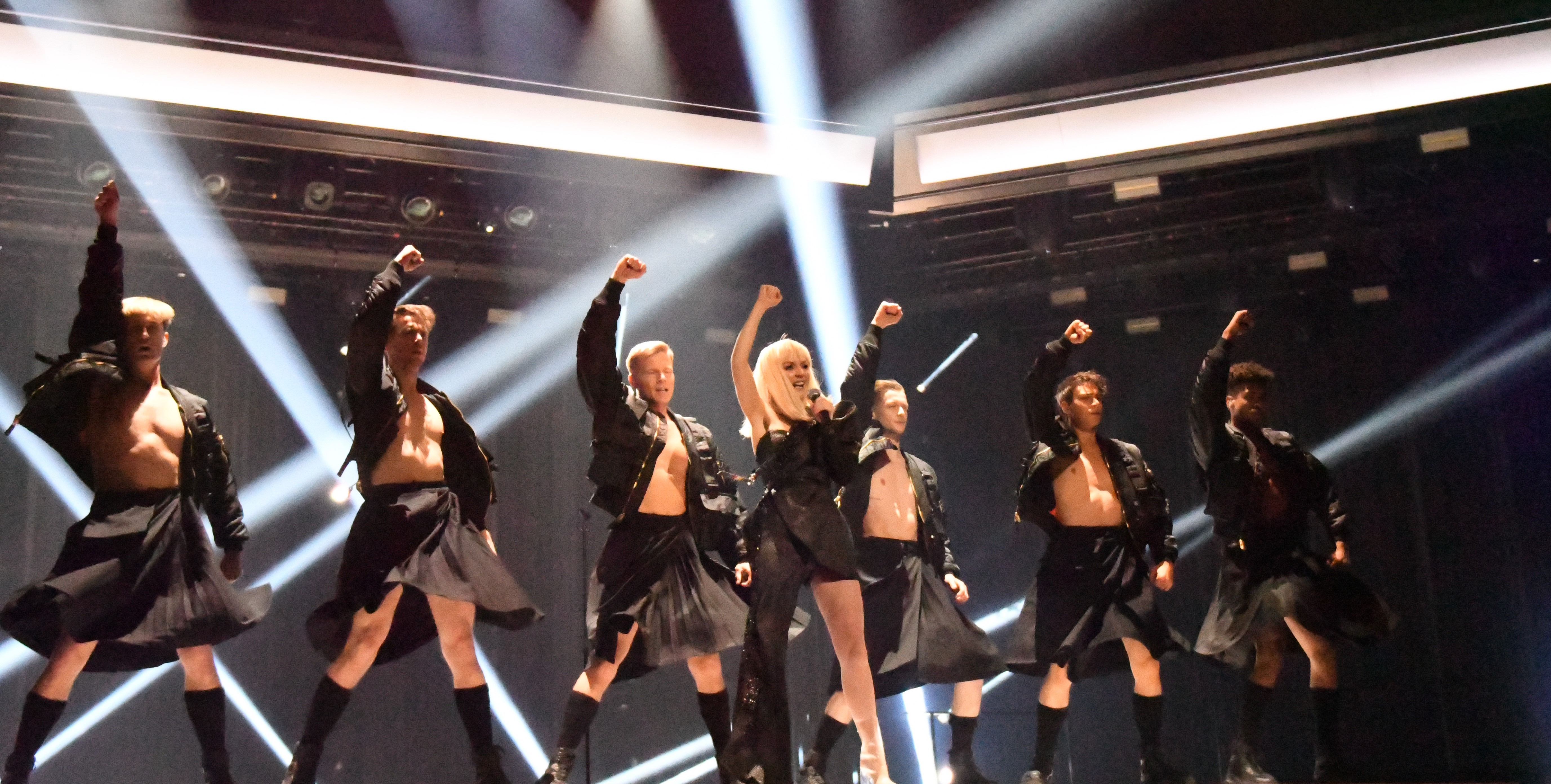
Anna Bergendahl interprétant Kingdom Come

### Troisième demi-finale

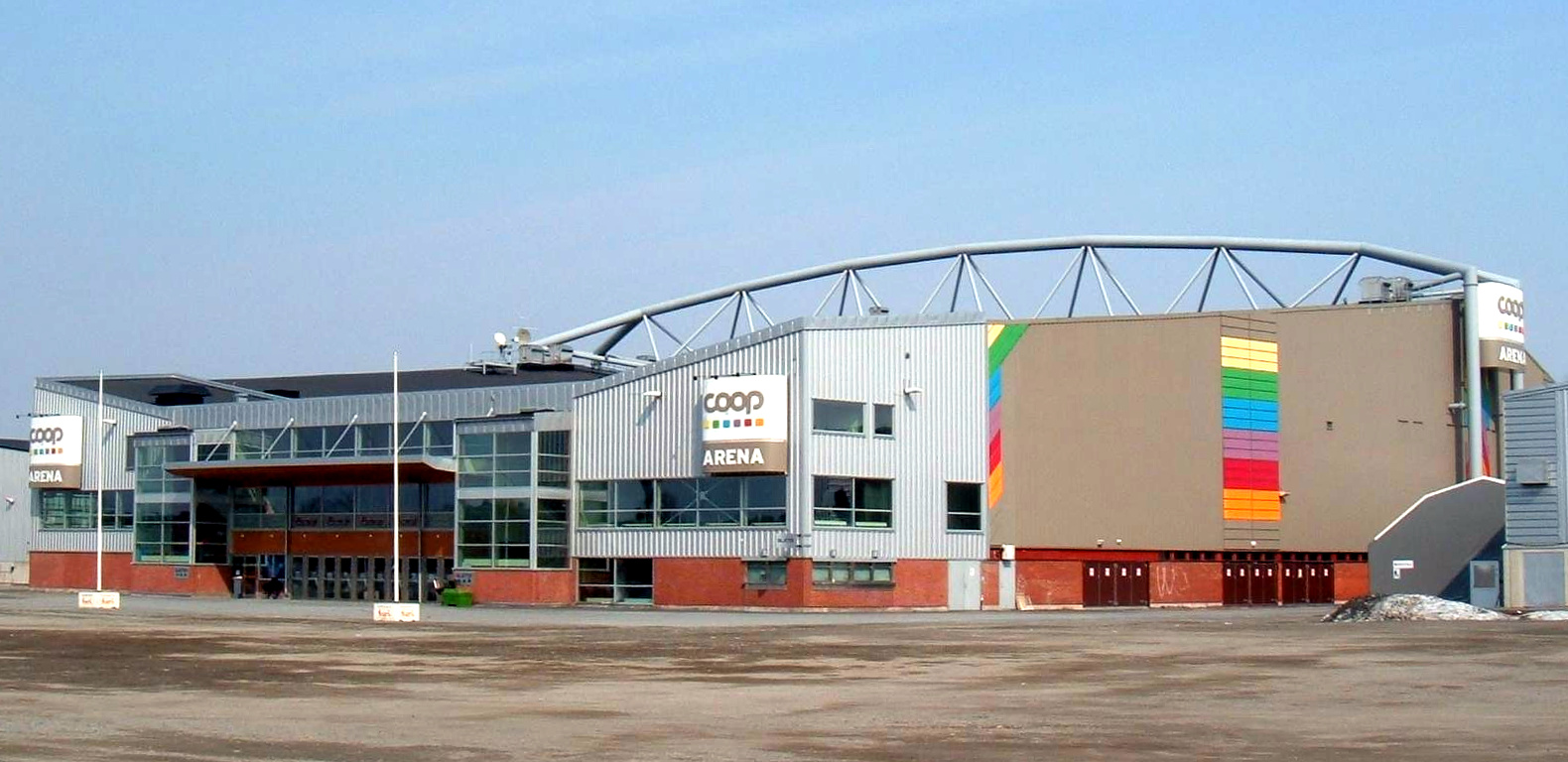
La Coop Norrbotten Arena a accueilli la troisième demi-finale du Melodifestivalen 2020.

La troisième demi-finale a lieu le 15 février 2020, à la Coop Norrbotten Arena de Luleå.
| Détail du télévote | Détail du télévote | Détail du télévote | Détail du télévote | Détail du télévote | Détail du télévote | Détail du télévote | Détail du télévote | Détail du télévote | Détail du télévote |
| #                  | Chanson            | Groupes d'âge      | Groupes d'âge      | Groupes d'âge      | Groupes d'âge      | Groupes d'âge      | Groupes d'âge      | Groupes d'âge      | Téléphone          |
| #                  | Chanson            | 3-9                | 10-15              | 16-29              | 30-44              | 45-59              | 60-74              | 75+                | Téléphone          |
| ------------------ | ------------------ | ------------------ | ------------------ | ------------------ | ------------------ | ------------------ | ------------------ | ------------------ | ------------------ |
| 1                  | Shout It Out       | 12                 | 10                 | 10                 | 12                 | 12                 | 12                 | 12                 | 8                  |
| 2                  | Livet börjar nu    | 2                  | 1                  | 1                  | 1                  | 1                  | 1                  | 1                  | 1                  |
| 3                  | Piga och dräng     | 6                  | 6                  | 8                  | 6                  | 6                  | 6                  | 6                  | 12                 |
| 4                  | Late               | 4                  | 2                  | 2                  | 2                  | 2                  | 2                  | 2                  | 2                  |
| 5                  | Vem är som oss     | 8                  | 12                 | 12                 | 10                 | 4                  | 4                  | 4                  | 6                  |
| 6                  | Crying Rivers      | 1                  | 4                  | 4                  | 4                  | 8                  | 10                 | 10                 | 10                 |
| 7                  | Winners            | 10                 | 8                  | 6                  | 8                  | 10                 | 8                  | 8                  | 4                  |

| # | Artiste         | Chanson         | Télévote  | Télévote | Place | Résultat       |
| # | Artiste         | Chanson         | Voix      | Points   | Place | Résultat       |
| - | --------------- | --------------- | --------- | -------- | ----- | -------------- |
| 1 | Mariette        | Shout It Out    | 1 215 521 | 88       | 1     | Finaliste      |
| 2 | Albin Johnsén   | Livet börjar nu | 470 431   | 9        | 7     | Eliminé        |
| 3 | Drängarna       | Piga och dräng  | 921 811   | 56       | 4     | Seconde Chance |
| 4 | Amanda Aasa     | Late            | 534 652   | 18       | 6     | Eliminée       |
| 5 | Anis don Demina | Vem är som oss  | 1 107 528 | 60       | 3     | Seconde Chance |
| 6 | Faith Kakembo   | Crying Rivers   | 733 502   | 51       | 5     | Eliminée       |
| 7 | Mohombi         | Winners         | 1 031 906 | 62       | 2     | Finaliste      |

### Quatrième demi-finale

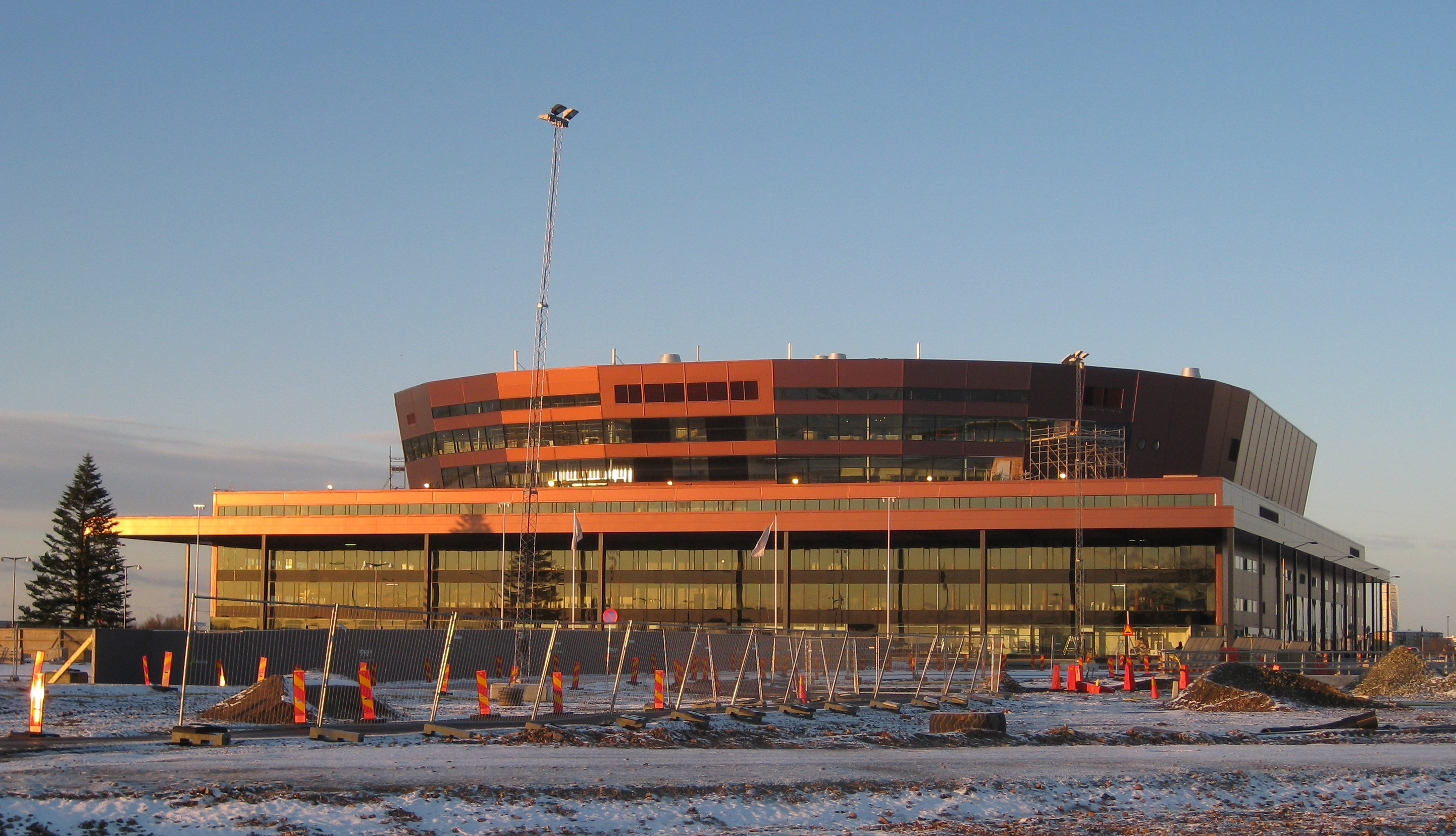
La Malmö Arena a accueilli la quatrième demi-finale du Melodifestivalen 2020.

La quatrième et dernière demi-finale a lieu le 22 février 2020, à la Malmö Arena, à Malmö.
| Détail du télévote | Détail du télévote            | Détail du télévote | Détail du télévote | Détail du télévote | Détail du télévote | Détail du télévote | Détail du télévote | Détail du télévote | Détail du télévote |
| #                  | Chanson                       | Groupes d'âge      | Groupes d'âge      | Groupes d'âge      | Groupes d'âge      | Groupes d'âge      | Groupes d'âge      | Groupes d'âge      | Téléphone          |
| #                  | Chanson                       | 3-9                | 10-15              | 16-29              | 30-44              | 45-59              | 60-74              | 75+                | Téléphone          |
| ------------------ | ----------------------------- | ------------------ | ------------------ | ------------------ | ------------------ | ------------------ | ------------------ | ------------------ | ------------------ |
| 1                  | We Are One                    | 6                  | 4                  | 1                  | 8                  | 8                  | 8                  | 8                  | 8                  |
| 2                  | Molnljus                      | 8                  | 8                  | 6                  | 4                  | 1                  | 1                  | 2                  | 6                  |
| 3                  | Carpool Karaoke               | 1                  | 1                  | 2                  | 1                  | 2                  | 6                  | 6                  | 2                  |
| 4                  | Troubled Waters               | 10                 | 10                 | 12                 | 10                 | 10                 | 10                 | 10                 | 10                 |
| 5                  | Surface                       | 4                  | 6                  | 4                  | 6                  | 6                  | 4                  | 4                  | 4                  |
| 6                  | Om du tror att jag saknar dig | 2                  | 2                  | 8                  | 2                  | 4                  | 2                  | 1                  | 1                  |
| 7                  | Brave                         | 12                 | 12                 | 10                 | 12                 | 12                 | 12                 | 12                 | 12                 |

| # | Artiste                          | Chanson                       | Télévote  | Télévote | Place | Résultat       |
| # | Artiste                          | Chanson                       | Voix      | Points   | Place | Résultat       |
| - | -------------------------------- | ----------------------------- | --------- | -------- | ----- | -------------- |
| 1 | Frida Öhrn                       | We Are One                    | 685 663   | 51       | 3     | Seconde Chance |
| 2 | William Strid                    | Molnljus                      | 700 582   | 36       | 5     | Eliminé        |
| 3 | Nanne Grönvall                   | Carpool Karaoke               | 548 116   | 21       | 7     | Eliminée       |
| 4 | Victor Crone                     | Troubled Waters               | 1 072 105 | 82       | 2     | Finaliste      |
| 5 | Ellen Benediktson & Simon Peyron | Surface                       | 698 364   | 38       | 4     | Seconde Chance |
| 6 | Jakob Karlberg                   | Om du tror att jag saknar dig | 619 888   | 22       | 6     | Eliminé        |
| 7 | Hanna Ferm                       | Brave                         | 1 174 481 | 94       | 1     | Finaliste      |

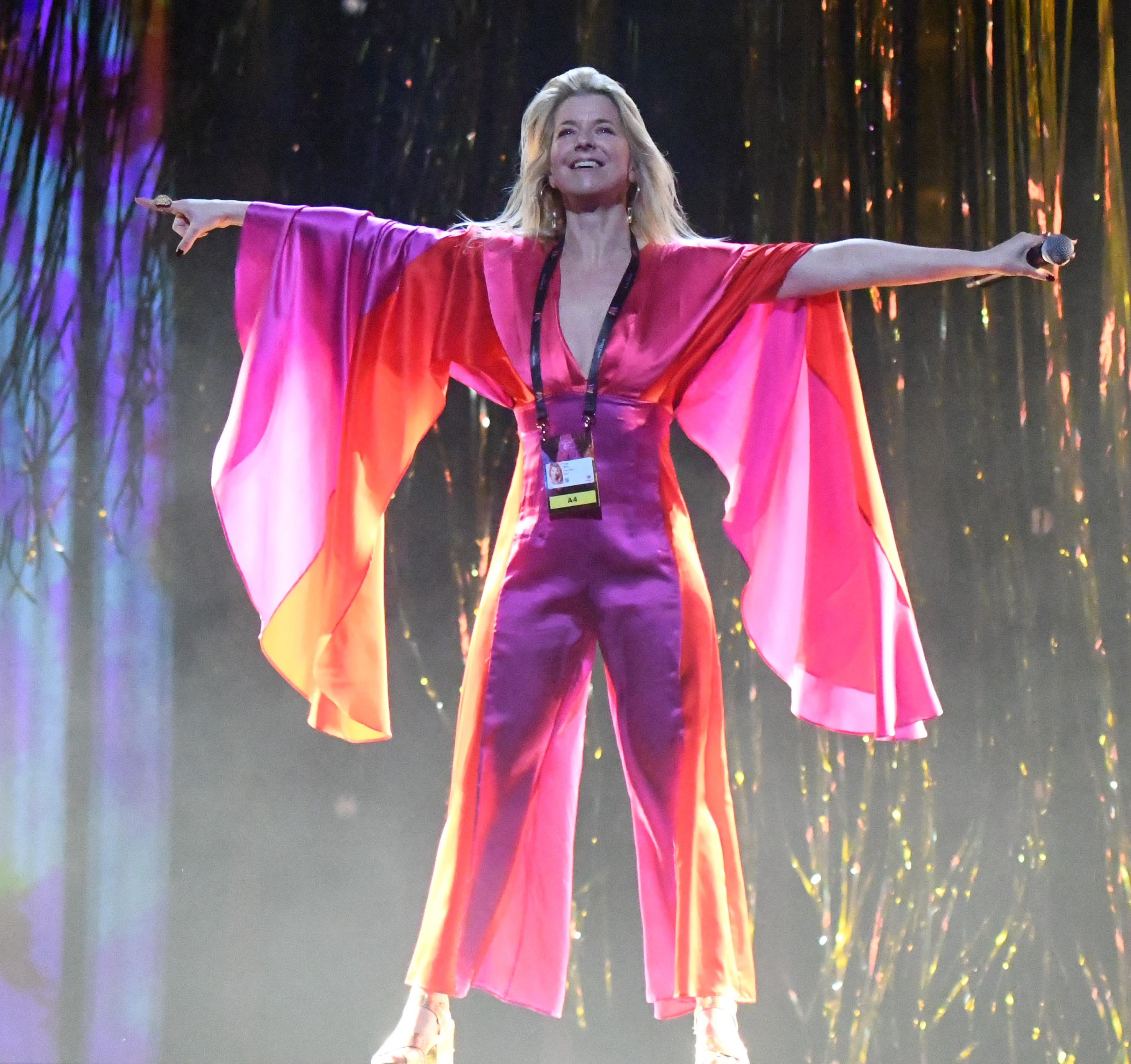
Frida Öhrn inteprétant We Are One
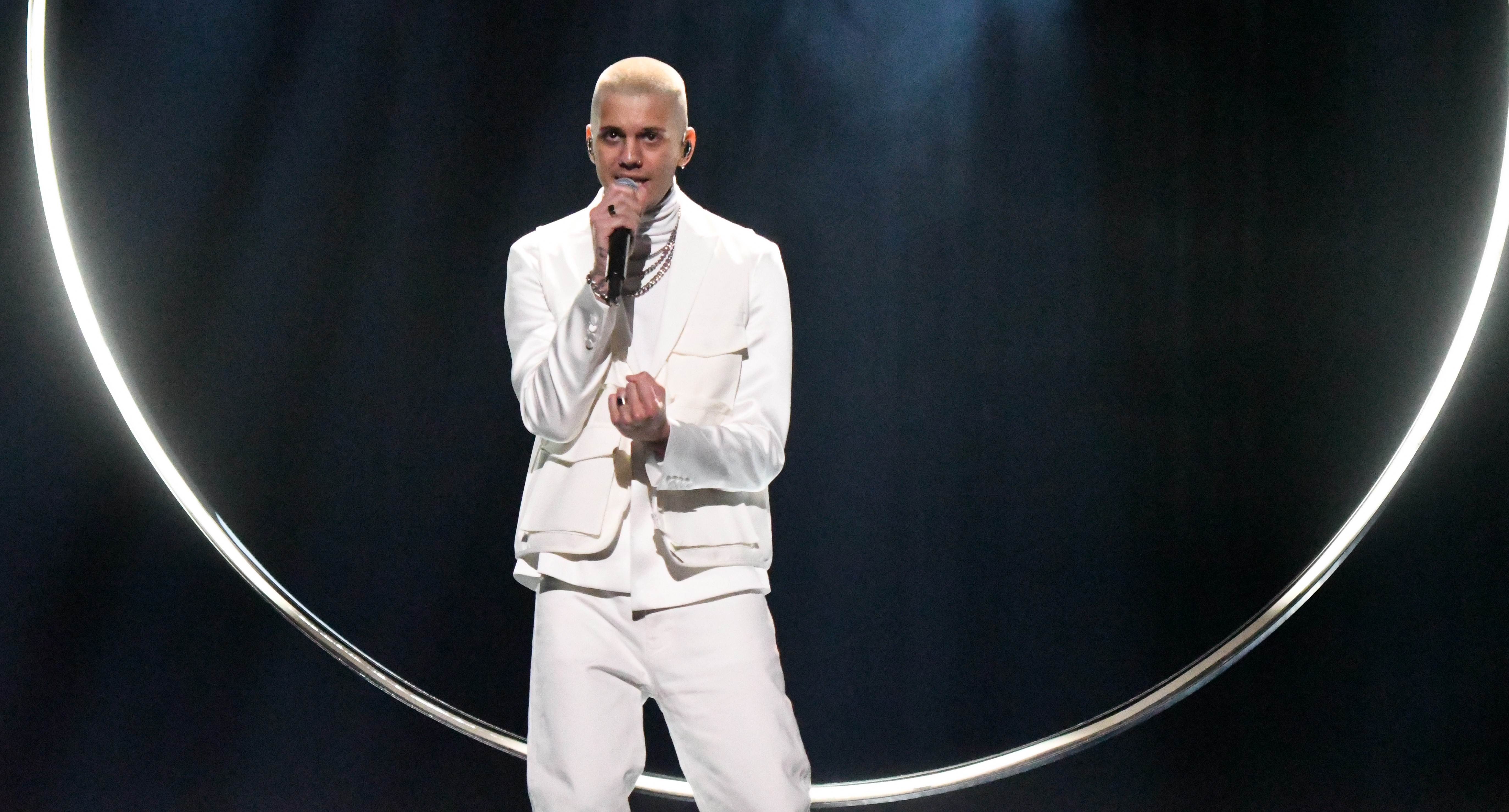
William Strid interprétant Molnljus
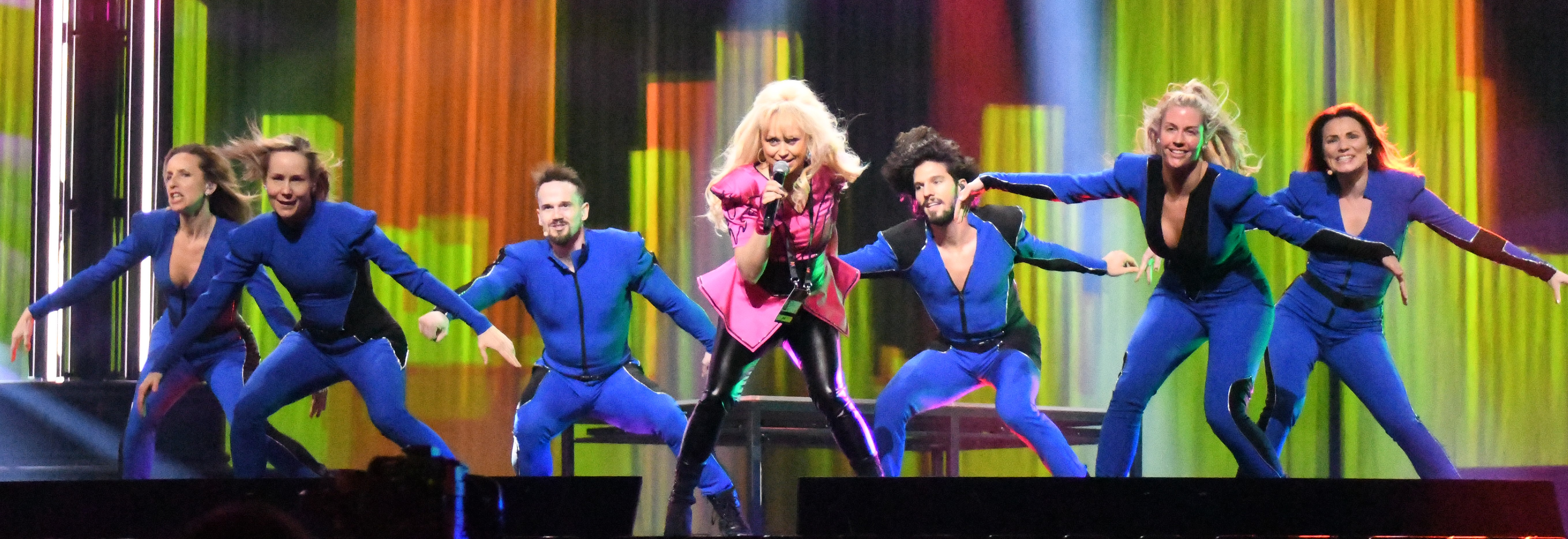
Nanne Grönvall interprétant Carpool Karaoke
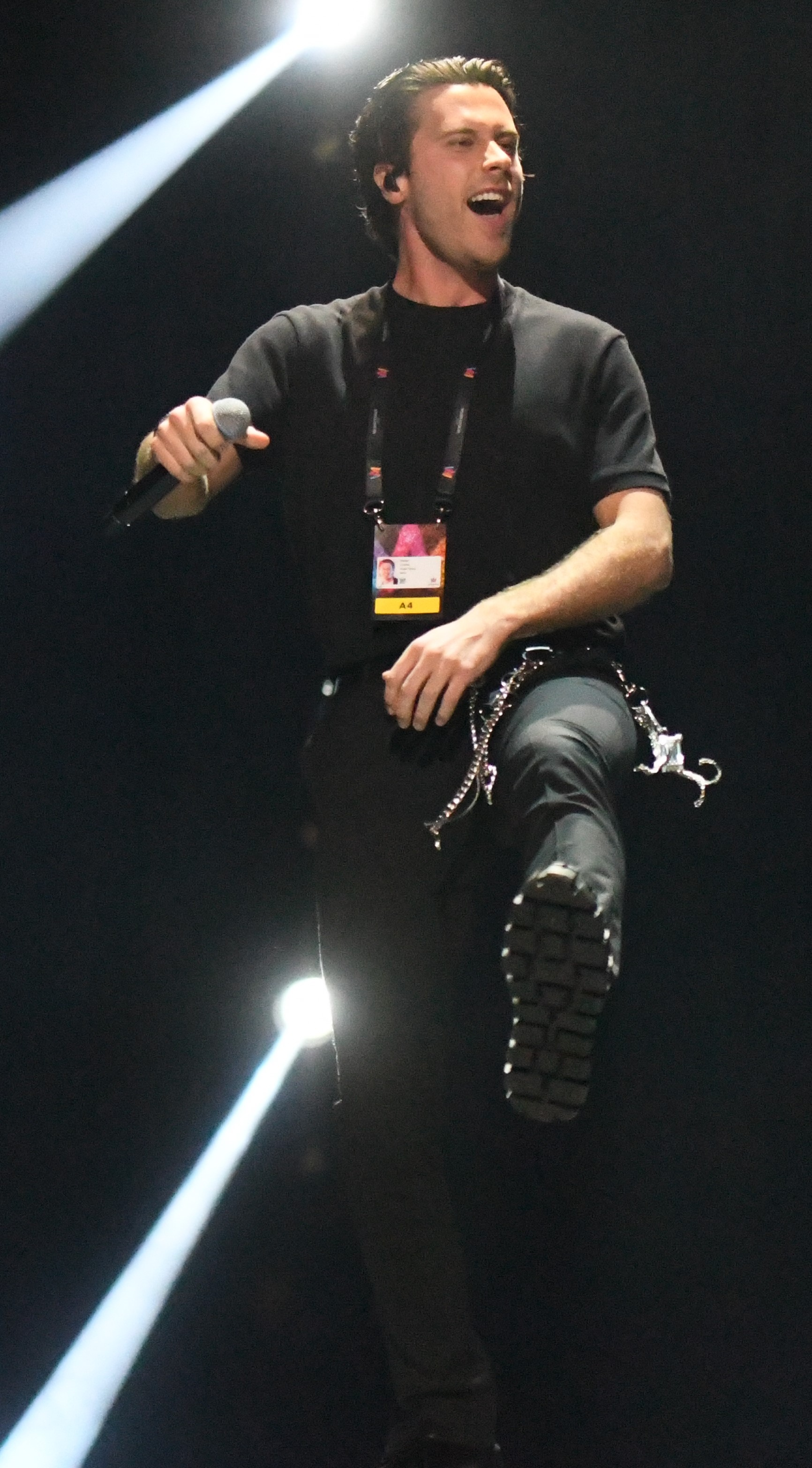
Victor Crone interprétant Troubled Waters
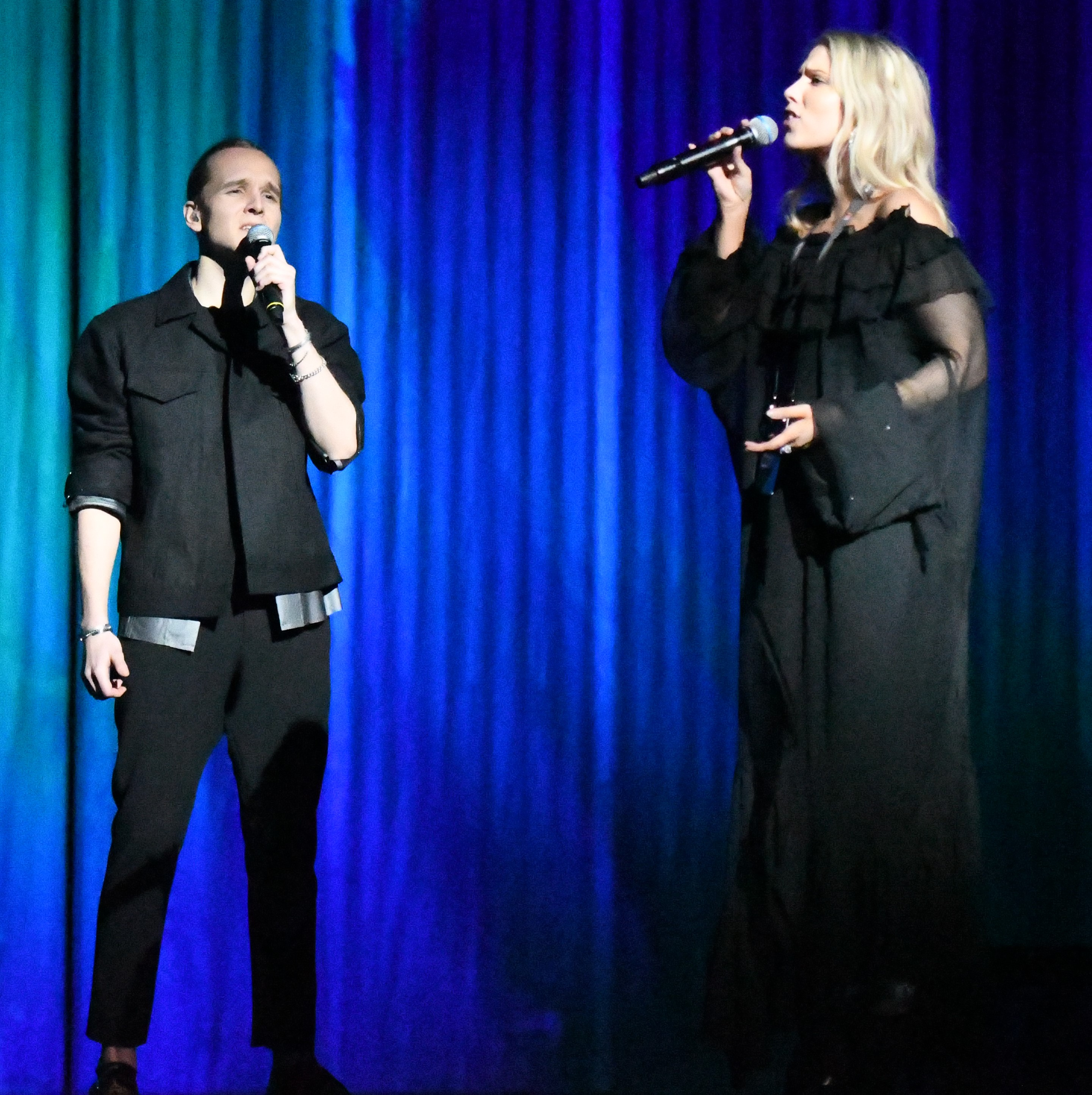
Ellen Benediktson & Simon Peyron interprétant Surface
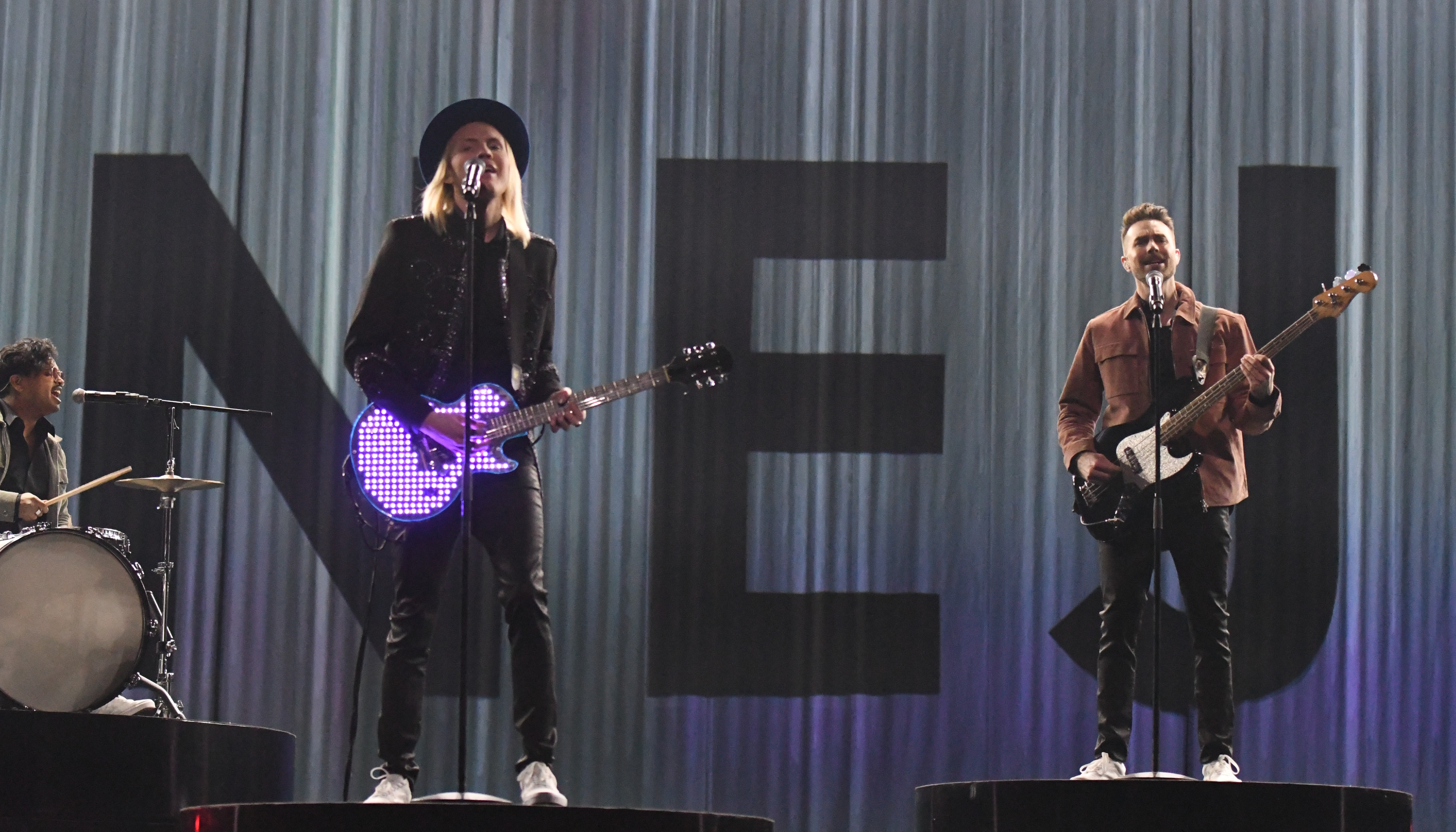
Jakob Karlberg interprétant Om du tror att jag saknar dig
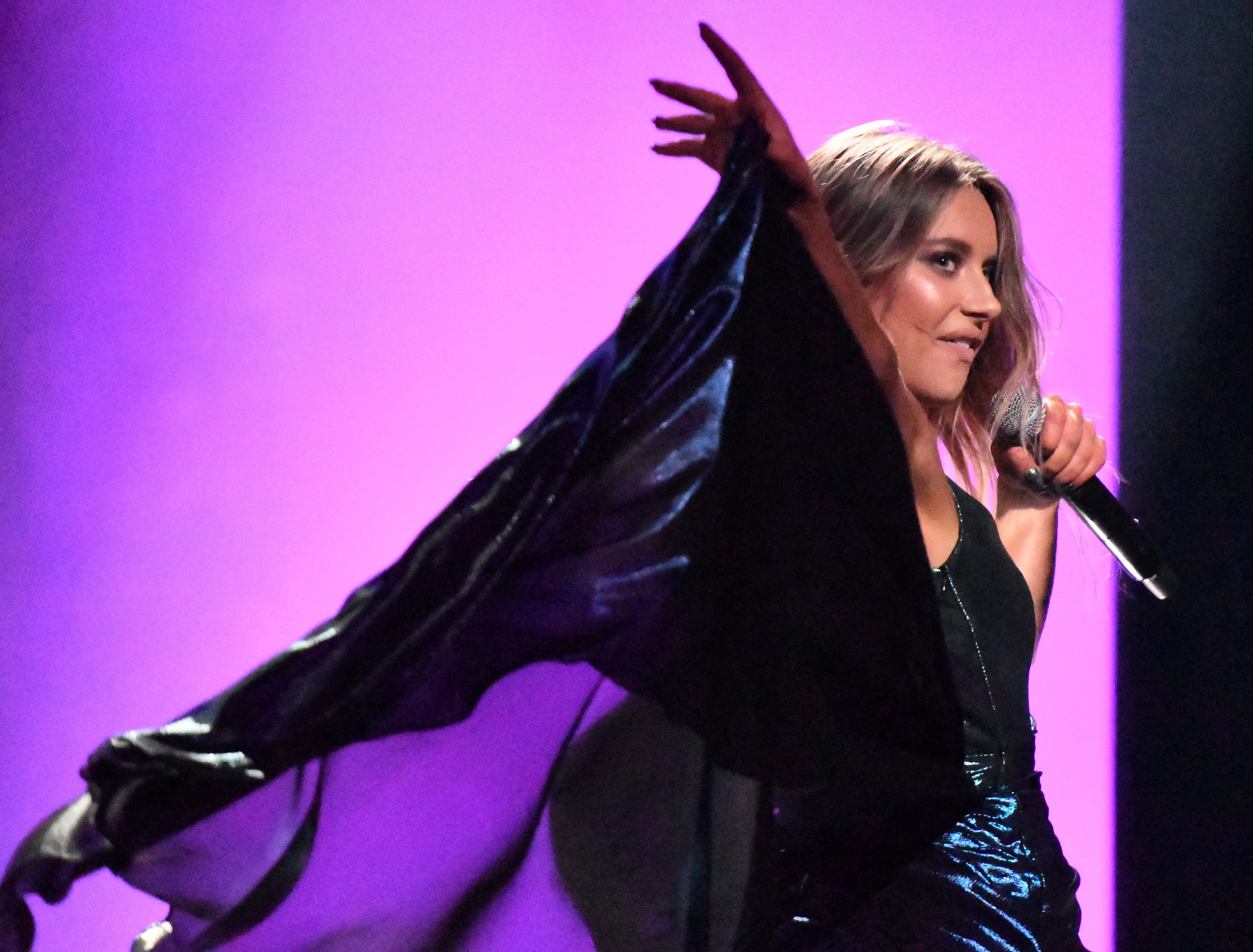
Hanna Ferm interprétant Brave

## Seconde Chance

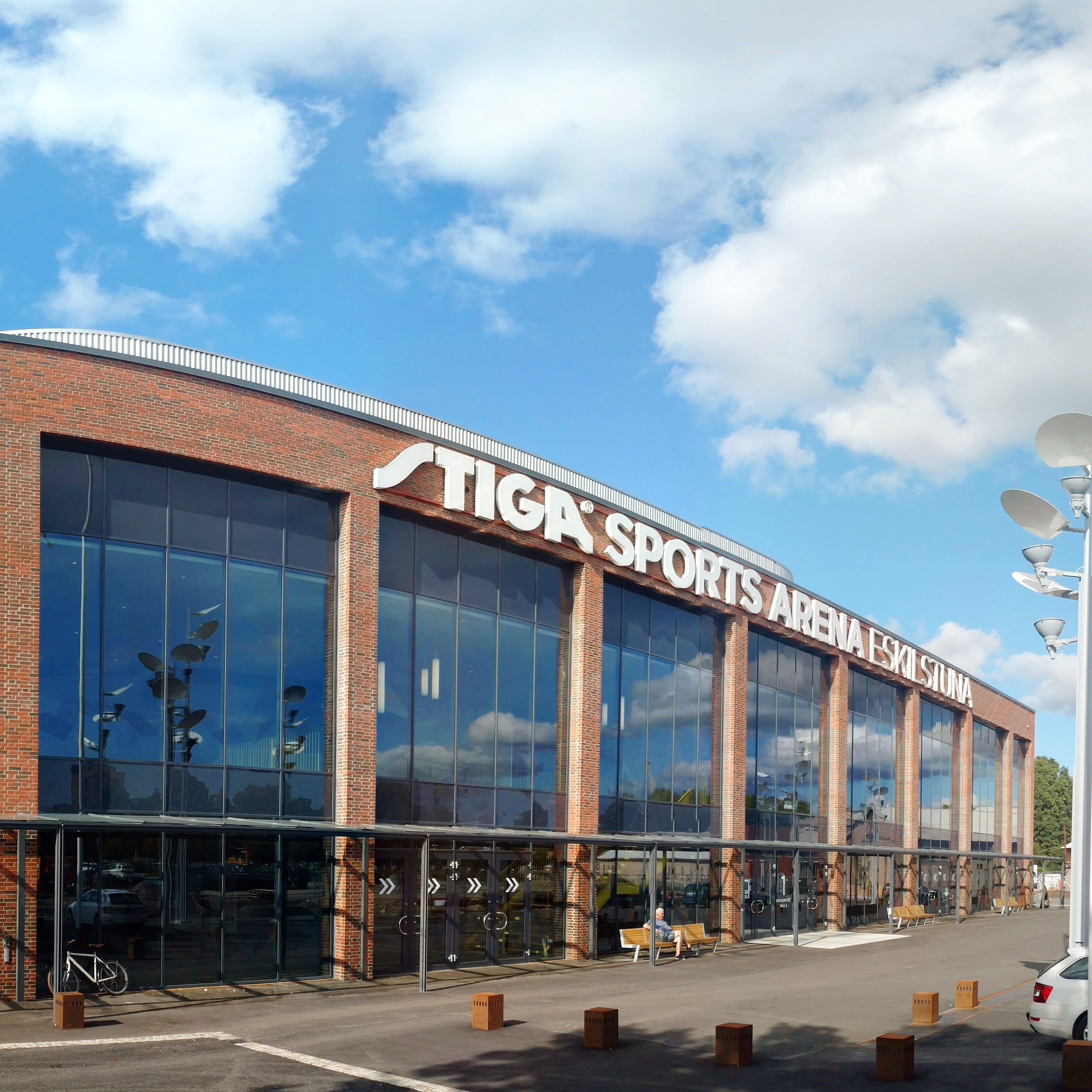
La Stiga SportsArena a accueilli l'Andra Chansen du Melodifestivalen 2020.

La Seconde Chance (ou Andra Chansen en suédois) a lieu le 29 février 2020, à la Stiga Sports Arena de Eskilstuna.
| Détail du télévote | Détail du télévote | Détail du télévote  | Détail du télévote | Détail du télévote | Détail du télévote | Détail du télévote | Détail du télévote | Détail du télévote | Détail du télévote | Détail du télévote |
| Duel               | #                  | Chanson             | Groupes d'âge      | Groupes d'âge      | Groupes d'âge      | Groupes d'âge      | Groupes d'âge      | Groupes d'âge      | Groupes d'âge      | Téléphone          |
| Duel               | #                  | Chanson             | 3-9                | 10-15              | 16-29              | 30-44              | 45-59              | 60-74              | 75+                | Téléphone          |
| ------------------ | ------------------ | ------------------- | ------------------ | ------------------ | ------------------ | ------------------ | ------------------ | ------------------ | ------------------ | ------------------ |
| I                  | 1                  | Vem är som oss      | 1                  | 1                  | 1                  | 1                  | 1                  | 0                  | 1                  | 1                  |
| I                  | 2                  | Surface             | 0                  | 0                  | 0                  | 0                  | 0                  | 1                  | 0                  | 0                  |
| II                 | 1                  | Ballerina           | 1                  | 1                  | 0                  | 1                  | 0                  | 0                  | 0                  | 0                  |
| II                 | 2                  | Talking in My Sleep | 0                  | 0                  | 1                  | 0                  | 1                  | 1                  | 1                  | 1                  |
| III                | 1                  | Boys with Emotions  | 1                  | 1                  | 1                  | 1                  | 0                  | 0                  | 0                  | 0                  |
| III                | 2                  | We Are One          | 0                  | 0                  | 0                  | 0                  | 1                  | 1                  | 1                  | 1                  |
| IV                 | 1                  | Vamos amigos        | 1                  | 1                  | 0                  | 1                  | 1                  | 0                  | 0                  | 0                  |
| IV                 | 2                  | Piga och dräng      | 0                  | 0                  | 1                  | 0                  | 0                  | 1                  | 1                  | 1                  |

| Duel | Artiste                          | Chanson             | Télévote | Télévote | Résultat  |
| Duel | Artiste                          | Chanson             | Voix     | Points   | Résultat  |
| ---- | -------------------------------- | ------------------- | -------- | -------- | --------- |
| I    | Anis Don Demina                  | Vem är som oss      | 937 009  | 7        | Qualifié  |
| I    | Ellen Benediktson & Simon Peyron | Surface             | 566 544  | 1        | Éliminés  |
| II   | Malou Prytz                      | Ballerina           | 810 439  | 3        | Éliminée  |
| II   | Paul Rey                         | Talking in My Sleep | 810 439  | 5        | Qualifié  |
| III  | Felix Sandman                    | Boys with Emotions  | 793 582  | 4        | Qualifié  |
| III  | Frida Öhrn                       | We Are One          | 550 632  | 4        | Éliminée  |
| IV   | Mendez feat. Estrella            | Vamos amigos        | 805 286  | 4        | Qualifiés |
| IV   | Drängarna                        | Piga och dräng      | 685 762  | 4        | Éliminés  |

## Finale

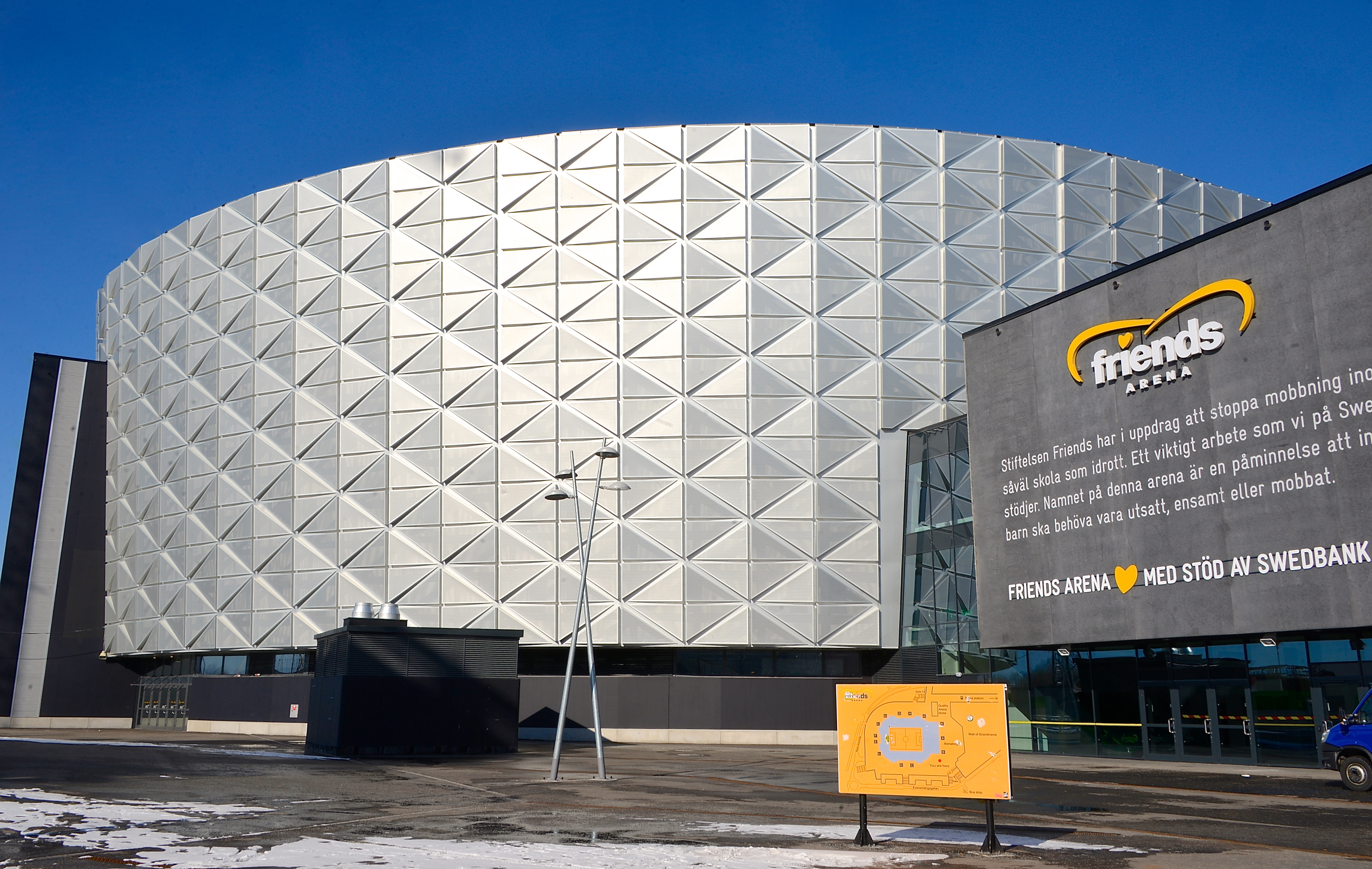
La Friends Arena accueille la finale du Melodifestivalen 2020.

La finale de l'édition 2020 du Melodifestivalen a lieu le 7 mars 2020 à la Friends Arena dans la ville de Solna, comté de Stockholm. Les douze artistes présents dans cette finale sont les huit artistes qui ont terminé premiers et deuxièmes de leur demi-finale et les quatre ayant été qualifiés lors de la Seconde Chance. L'ordre de passage est dévoilé lors de la Seconde Chance.
Pour désigner le vainqueur de la finale du concours, le système mis en place est celui du 50/50 avec 50 % des votes du jury (international) et 50 % des votes des téléspectateurs suédois.
- Premier
- Deuxième
- Troisième

| Détail du télévote | Détail du télévote  | Détail du télévote | Détail du télévote | Détail du télévote | Détail du télévote | Détail du télévote | Détail du télévote | Détail du télévote | Détail du télévote | Détail du télévote |
| #                  | Chanson             | Groupes d'âge      | Groupes d'âge      | Groupes d'âge      | Groupes d'âge      | Groupes d'âge      | Groupes d'âge      | Groupes d'âge      | Téléphone          | Total              |
| #                  | Chanson             | 3-9                | 10-15              | 16-29              | 30-44              | 45-59              | 60-74              | 75+                | Téléphone          | Total              |
| ------------------ | ------------------- | ------------------ | ------------------ | ------------------ | ------------------ | ------------------ | ------------------ | ------------------ | ------------------ | ------------------ |
| 1                  | Troubled Waters     | 7                  | 5                  | 4                  | 4                  | 6                  | 5                  | 4                  | 3                  | 38                 |
| 2                  | Talking in My Sleep | 4                  | 7                  | 7                  | 5                  | 2                  | 3                  | 3                  | 2                  | 33                 |
| 3                  | Move                | 5                  | 12                 | 12                 | 10                 | 10                 | 7                  | 8                  | 8                  | 72                 |
| 4                  | Winners             | 3                  | 2                  | -                  | 1                  | -                  | -                  | -                  | -                  | 6                  |
| 5                  | Brave               | 12                 | 10                 | 6                  | 7                  | 7                  | 10                 | 10                 | 7                  | 69                 |
| 6                  | Vamos amigos        | 10                 | 4                  | 2                  | 3                  | 1                  | 1                  | -                  | -                  | 21                 |
| 7                  | Bulletproof         | 8                  | 8                  | 10                 | 12                 | 8                  | 8                  | 7                  | 10                 | 71                 |
| 8                  | Take A Chance       | 2                  | 3                  | 1                  | 2                  | 5                  | 6                  | 5                  | 4                  | 28                 |
| 9                  | Shout It Out        | -                  | -                  | -                  | -                  | 3                  | 4                  | 1                  | 1                  | 9                  |
| 10                 | Boys with Emotions  | 1                  | 1                  | 3                  | -                  | -                  | 2                  | 2                  | 5                  | 14                 |
| 11                 | Kingdom Come        | -                  | -                  | 5                  | 8                  | 12                 | 12                 | 12                 | 12                 | 61                 |
| 12                 | Vem är som oss      | 6                  | 6                  | 8                  | 6                  | 4                  | -                  | 6                  | 6                  | 42                 |

| Détail du vote des jurys internationaux | Détail du vote des jurys internationaux | Détail du vote des jurys internationaux | Détail du vote des jurys internationaux | Détail du vote des jurys internationaux | Détail du vote des jurys internationaux | Détail du vote des jurys internationaux | Détail du vote des jurys internationaux | Détail du vote des jurys internationaux | Détail du vote des jurys internationaux | Détail du vote des jurys internationaux |
| # | Chanson                                 | Drapeau d’Israël                        | Drapeau de l'Autriche                   | Drapeau de l'Arménie                    | Drapeau de l'Australie                  | Drapeau de Malte                        | Drapeau de l'Islande                    | Drapeau de la France                    | Drapeau des Pays-Bas                    | Total                                   |
| --- | --------------------------------------- | --------------------------------------- | --------------------------------------- | --------------------------------------- | --------------------------------------- | --------------------------------------- | --------------------------------------- | --------------------------------------- | --------------------------------------- | --------------------------------------- |
| 1 | Troubled Waters                         | 1                                       | 4                                       | 5                                       | 1                                       | 1                                       | 2                                       | 5                                       | -                                       | 19                                      |
| 2 | Talking in My Sleep                     | 6                                       | -                                       | 7                                       | 4                                       | 4                                       | -                                       | 10                                      | 4                                       | 35                                      |
| 3 | Move                                    | 4                                       | 6                                       | 12                                      | 10                                      | 12                                      | 8                                       | 6                                       | 7                                       | 65                                      |
| 4 | Winners                                 | 5                                       | 5                                       | -                                       | 3                                       | -                                       | 4                                       | 3                                       | -                                       | 20                                      |
| 5 | Brave                                   | 7                                       | -                                       | 3                                       | 2                                       | 7                                       | 3                                       | 2                                       | 1                                       | 25                                      |
| 6 | Vamos amigos                            | -                                       | 1                                       | 2                                       | 7                                       | 3                                       | 1                                       | -                                       | 5                                       | 19                                      |
| 7 | Bulletproof                             | 10                                      | 2                                       | 6                                       | 12                                      | 10                                      | 12                                      | 7                                       | 6                                       | 65                                      |
| 8 | Take A Chance                           | 3                                       | 8                                       | 10                                      | -                                       | 6                                       | 5                                       | 1                                       | 2                                       | 35                                      |
| 9 | Shout It Out                            | -                                       | 10                                      | 1                                       | -                                       | 5                                       | 6                                       | 12                                      | 8                                       | 42                                      |
| 10 | Boys with Emotions                      | 8                                       | 7                                       | 8                                       | 8                                       | 2                                       | -                                       | 8                                       | 12                                      | 53                                      |
| 11 | Kingdom Come                            | 12                                      | 3                                       | 4                                       | 6                                       | 8                                       | 10                                      | -                                       | 3                                       | 46                                      |
| 12 | Vem är som oss                          | 2                                       | 12                                      | -                                       | 5                                       | -                                       | 7                                       | 4                                       | 10                                      | 40                                      |
| Jurys internationaux |                                         |                                         |                                         |                                         |                                         |                                         |                                         |                                         |                                         |                                         |
| - – Tali Eshkoli - – Marwin Dietmann - – Anush Ter-Ghukasyan - – Paul Clarke - – Clas Romander - – Selma Björnsdóttir - – Bruno Berberes - – Getty Kaspers |                                         |                                         |                                         |                                         |                                         |                                         |                                         |                                         |                                         |                                         |

| #  | Chanson             | Artiste               | Jurys | Téléphone et SMS | Téléphone et SMS | Total | Place |
| #  | Chanson             | Artiste               | Jurys | Nombre           | Points           | Total | Place |
| -- | ------------------- | --------------------- | ----- | ---------------- | ---------------- | ----- | ----- |
| 1  | Troubled Waters     | Victor Crone          | 19    | 1 058 691        | 38               | 57    | 9     |
| 2  | Talking in My Sleep | Paul Rey              | 35    | 1 086 230        | 33               | 68    | 6     |
| 3  | Move                | The Mamas             | 65    | 1 610 446        | 72               | 137   | 1     |
| 4  | Winners             | Mohombi               | 20    | 787 224          | 6                | 26    | 12    |
| 5  | Brave               | Hanna Ferm            | 25    | 1 335 870        | 69               | 94    | 4     |
| 6  | Vamos amigos        | Mendez feat. Estrella | 19    | 882 046          | 21               | 40    | 11    |
| 7  | Bulletproof         | Dotter                | 65    | 1 489 636        | 71               | 136   | 2     |
| 8  | Take A Chance       | Robin Bengtsson       | 35    | 891 620          | 28               | 63    | 8     |
| 9  | Shout It Out        | Mariette              | 42    | 719 420          | 9                | 51    | 10    |
| 10 | Boys with Emotions  | Felix Sandman         | 53    | 827 809          | 14               | 67    | 7     |
| 11 | Kingdom Come        | Anna Bergendahl       | 46    | 1 244 146        | 61               | 107   | 3     |
| 12 | Vem är som oss      | Anis Don Demina       | 40    | 1 168 875        | 42               | 82    | 5     |

## À l'Eurovision
La Suède aurait participé à la première demi-finale, le 12 mai puis, en cas de qualification, à la finale du 16 mai 2020. Cependant, le 18 mars 2020, l'annulation du Concours en raison de la pandémie de Covid-19 est annoncée.